# Black Clover
Black Clover (ブラッククローバー lit. Trébol negro?) es una serie de manga escrita e ilustrada por Yuki Tabata. La serie es publicada en la revista semanal Shonen Jump de la editorial Shueisha. La historia gira en torno de un joven llamado Asta, nacido sin poder mágico, algo desconocido en el mundo en el que vive, ya que todos los humanos nacen para ser magos. Un OVA producido por el estudio Xebec fue lanzado el 2 de mayo de 2017, mientras que una adaptación a serie de anime producida por el estudio Pierrot se estrenó el 3 de octubre de 2017. Se ha anunciado una segunda temporada.
A día de hoy el anime cuenta con 170 episodios y una película.

## Argumento
Cuando la humanidad estaba a punto de caer por un demonio antiguo, un solo mago lo derrotó y la salvó. Más tarde, el mago se convirtió en una leyenda y se le conoció como Rey mago. Tras ello, el Reino del Trébol gozó de paz a través de generaciones de reyes magos y nueve órdenes mágicas subordinadas.
Asta y Yuno son huérfanos que se criaron juntos desde que nacieron después de ser abandonados en un orfanato de la iglesia de Hage, ubicada en la zona olvidada del Reino del Trébol al mismo tiempo. En un mundo donde todos tienen poder mágico, Asta es el único que ha nacido sin magia, lo que lo lleva a entrenar físicamente como compensación. Por el contrario, Yuno nació como un prodigio con un inmenso poder mágico y el talento para controlarlo.
A los 15 años, Asta y Yuno tienen la capacidad de convertirse en magos conocidos como Caballeros Mágicos al recibir sus respectivos grimorios, con los que se canaliza todo el poder mágico. A Yuno se le otorga el grimorio con un trébol de cuatro hojas, que canaliza la magia de viento y que usó el primer rey mago del reino, mientras que Asta no recibe ninguno. Sin embargo, cuando un ladrón incapacita a Yuno para intentar vender su grimorio en el mercado negro, Asta convoca su propio grimorio, uno deslucido y con un trébol de cinco hojas que contiene la extraña y misteriosa antimagia (que le permite cancelar todos los efectos mágicos), para vencerlo.
La historia sigue a los dos hermanos adoptivos, separados dentro de sus órdenes de caballería, mientras mantienen una rivalidad amistosa para tratar de convertirse en el Rey Mago; no sin antes ser los caballeros mágicos más fuertes del reino.

## Personajes

### Principales
Asta (アスタ?)
Voz por: Gakuto Kajiwara, Nao Fujita (6 y 8 años) / Shun Horie, Natsumi Fujiwara (infancia), Yukari Kokubun
Edad: 15 - Raza: humana/demonio (por posesión) - Elemento mágico: ninguno/antimagia (por afinidad demoníaca)
Personaje principal de la obra. Cándido, apasionado y positivo, Asta es de estatura baja, voz gruesa y reacciones exageradas. Un jovencito caracterizado por presentar un pelo de lobo ceniciento y ojos verdes. Porta un pañuelo negro con una cruz roja estilizada a forma de estrella bordada en el que, tiempo después, Vanessa borda la insignia de los Toros Negros en el lado opuesto; lo lleva puesto en la cabeza a modo de bandana.
Quince años antes de los acontecimientos de la obra, lo abandonaron en las puertas de una capilla, por lo que fue criado como huérfano junto a Yuno. Debido a la promesa de competición mágica que hizo con Yuno, aspira a convertirse en el Rey Mago del Reino del Trébol. En un mundo mágico, es raro no tener magia. Además de no conocer su origen y que su cuerpo sea incompatible con la magia, siempre está a merced del desprecio de su entorno. Sin embargo, su naturaleza luchadora y su gran determinación para hacer frente a las dificultades a las que se enfrenta influyen en el ánimo de los demás, lo cual es agradable para las personas de su entorno. Durante la ceremonia de premiación no consigue ningún libro mágico, pero cuando un ladrón ataca a Yuno, aparece el "grimorio antimagia" para neutralizar la del oponente como si reaccionara con su propia voluntad y preparación. Un trébol de cinco hojas estaba grabado en un libro mágico negro y ligeramente sucio, de cuyas páginas apareció una gran espada oscura, tan larga como la altura de Asta.
Compensa su incapacidad mágica con el entrenamiento diario para desarrollar su cuerpo, actualmente resistente y con una gran capacidad física. Por esa razón, puede empuñar una gran espada como la de su libro mágico con poco esfuerzo. Además, su visión en movimiento y sus actos reflejos son excepcionales. Aunque se dice que su forma de luchar es muy imprudente, empezó a luchar con "calma" a partir de la enseñanza de Fuegoleón durante el ataque al reino. Con su magia demoníaca, sus oponentes no pueden detectarlo, por lo que a veces hace ataques sorpresa. Con la guía de Yami en la batalla de la caverna de Nairn, usa el "Ki" (気?) para predecir los movimientos de su oponente y superar la desventaja y atacar con su magia imperceptible. A diferencia de otros portadores de demonios, Asta pudo realizar un pacto de amistad con el demonio Liebe, quien es el que le otorgó el poder de la antimagia
Noelle Silva (ノエル・シルヴァ?)
Voz por: Kana Yūki
Edad: 15 - Raza: humana - Elemento mágico: agua
Miembro del escuadrón Toros Negros y la cuarta hija de la casa Silva. Ella usa magia de agua increíblemente poderosa, pero no puede controlarla, lo que provocó su desaprobación por parte de su familia en parte, ya que también era repudiada por la muerte de su madre durante su nacimiento. Para hacer frente a su magia incontrolable, usa un objeto para ajustar su magia. Más tarde se revela que ella inconscientemente desea no lastimar a nadie, por lo que su magia siempre falla, pero ha comenzado a romper esa barrera por el bien de proteger a sus amigos. Era constantemente intimidada por sus hermanos, que se burlaban de su incapacidad para controlar su poder. A pesar de ello, Noelle lo supera y se gana el respeto de su familia, en especial de su hermano mayor Nozel. Asta es un pilar importante en el manejo de su magia, dándole apoyo emocional. Por este motivo, Noelle tiene un afecto especial para él aunque no quiera reconocerlo, ya que "involuntariamente" lo cuida de sus peleas y excesos en el entrenamiento, y lo cela si una mujer se le acerca, en especial si es su prima Mimosa Vermillion, Rebecca o la forma liberada de Nero.
Yuno (ユノ?)
Voz por: Nobunaga Shimazaki, Seki Araki (6 años) / Sōma Saitō, Mikako Komatsu (infancia)
Edad: 15 - Raza: humana - Elemento mágico: viento
Sub-protagonista de la obra. Rival de Asta. Fue abandonado en la iglesia el mismo día que Asta. Es alto, tiene un cabello simétrico con ojos sepia, cejas refinadas y su actitud calma siempre deja una buena impresión. Lleva un colgante al cuello. Es el portador del grimorio de trébol de cuatro hojas y un miembro del escuadrón Amanecer Dorado (escuadrón al que eligió tras intentar ser reclutado por todos los otros escuadrones). Usa la magia basada en el viento y es el compañero elegido de Sylph, una de los cuatro atributos elementales, la cual se enamora de él, pero debido a su comportamiento serio y al rivalizar con Charmy, a menudo se encuentra quejándose. Su actitud seria surgió cuando Asta resultó herido al defenderlo cuando era un niño. Cuando un aldeano le arrebató el colgante a Yuno y lo estaba intimidando, Asta saltó y luchó contra él. Yuno solo pudo quedarse mirando cómo Asta lo salvó, a pesar de no tener magia, lo que le hizo sentir vergüenza. Para compensarlo, se entrenó para convertirse en su igual, en un sentido moral. Su fresco comportamiento solo se rompe cuando se está divirtiendo, generalmente cuando lucha contra alguien fuerte o ve a Asta demostrando su fuerza (a este último le encanta enviar ataques poderosos sorpresa a modo de broma). Ha demostrado ser una estrella en ascenso entre las filas de Amanecer Dorado, capaz de vencer incluso a los magos más fuertes con poco o ningún esfuerzo, llegando a ser su vicecapitán. Durante el ataque de la tríada oscura, Yuno descubre que es miembro de la familia real del reino de la Pica.

### Reino del Trébol (del presente)
Augustus Kila Clover XIII (アウグストゥス・キーラ・クローバー13世?)
 Seiyū: Jun Miyamoto
Edad: 35 - Raza: humana - Elemento mágico: luz
Rey del Reino del Trébol. La gente no lo admira por su poca presencia en momentos difíciles y su naturaleza egoísta. Tiene celos de Julius por tener la gran popularidad y aprobación política del pueblo que él quisiera tener.
Julius Novachrono (ユリウス・ノヴァクロノ?)
 Seiyū: Toshiyuki Morikawa
Edad: 42- Raza: humana - Elemento mágico: tiempo
Rey Mago actual del Reino del Trébol. En el ámbito militar, poseía la misma autoridad que el rey. Un hombre franco, con una manía por la magia sin igual, consecuencia de ello poseía un vasto conocimiento sobre ella. A menudo vagaba por la ciudad del castillo con magia de transformación. Además, tenía conocimiento sobre Sylph, la espíritu que residía en Yuno. Pensando que las posibilidades de las personas son infinitas, observaba que los nobles siempre eran arrogantes y no dejaban surgir a talentosos magos plebeyos, para hacer un mundo sin discriminación, juntó logros y se convirtió en Rey Mago. Inventó el sistema de calificación de estrellas. Al ser usuario de "magia de tiempo", venció a oponentes instantáneamente acelerando rápidamente el tiempo. Además, podía acelerar el tiempo en los alrededores creando zonas de maná, detectar ataques futuros y leerlos. Al igual que otros magos, sus habilidades físicas eran similares y no podía blandir la espada antimagia de Asta.
Mientras los caballeros reales combatían contra Ojo de la Noche Blanca, él se reunió con el capitán del Amanecer dorado, Willian Vangeance, que reveló que poseía el alma del elfo Patry (quien ese momento se hacía pasar por el jefe elfo Licht), y le encargó combatir contra él, la otra alma que poseía. A pesar de su abrumador poder en batalla, Licht atacó masivamente a los ciudadanos del reino, utilizando todo su tiempo juntado y su poder mágico para salvar las vidas de todos, pero terminó herido de muerte. Con su último aliento, instó a Yami a seguir luchando. Sin embargo, reaparece con una apariencia de joven de 13 años tras la guerra con el Demonio, debido a que acumuló tiempo en forma de magia dentro de un artefacto creado por el primer Rey Mago. Al finalizar la guerra contra la Tríada Oscura, se revela que Julius es una de las dos almas de Lucius Zogratis.
Marx Francois (マルクス・フランソワ?)
 Seiyū: Yoshitaka Yamaya
Edad: 25 - Raza: humana - Elemento mágico: memoria
Ayudante del Emperador Mago. El desenfreno del Emperador Mago solía molestarlo. Usa "magia de comunicación memorística", que le permite ver la memoria de otros.
Owen (オーヴェン?)
Edad: ? - Raza: humana - Elemento mágico: agua
Mago de recuperación con relación directa al Rey Mago. Yami y su larga relación, el mismo Yami, a veces le rompieron un brazo, se dice que es un brillante mago de la recuperación. En asociación con Yami por un largo tiempo, siempre le sanaba sus brazos rotos. Se dice que es un brillante curandero mágico. Sin embargo, su magia tiene límites, pues no puede reparar o sanar lesiones hechas con maldiciones antiguas, tal como sucedió con Asta. Tanto él como Marx son poseídos por elfos.

### Órdenes Mágicas

##### Toros Negros /Black Bulls
Los Toros Negros (黒の暴牛 Kuro no Bogyū?) tienen de insignia un toro con fondo negro. Un equipo de caballeros mágicos conformado por gente pícara, que tienden más a destruir que a ayudar. No es un grupo decente, por lo que muchos lo rechazan y lo llaman el "peor grupo entre los caballeros mágicos". Tienen muchos problemas, empezando porque poseen aproximadamente unas 30 "estrellas negras", que son un equivalente negativo de las estrellas normales (es decir unas -30 estrellas). Aunque su número de estrellas es el más bajo de todos, el año que Asta se une al equipo logra ascender a cero y sigue subiendo hasta alcanzar el segundo rango en poderío.
Yami Sukehiro (ヤミ・スケヒロ?)
 Seiyū: Junichi Suwabe
Edad: 28 - Raza: humana - Elemento mágico: oscuridad
Apodado el Dios de la Destrucción (神壊神 Hakaishin?), es el capitán de los Toros Negros. No es del Reino del Trébol, sino de la "Tierra del Sol Naciente" (el país Hino). Físicamente es muy fuerte, por lo que usa su magia encantando su espada. Puede ser bastante irritable, pero se preocupa profundamente por sus caballeros. Utiliza magia de oscuridad, que se considera la opuesto directa a la magia de luz. Así como la magia de la luz es rápida, la magia de la Oscuridad es lenta, y por esta razón, generalmente encanta su espada para usar su magia, con la cual puede blandirla con movimientos rápidos.
Nacht Faust (ナハト ファウスト?)
 Seiyū: Hiro Shimono
Edad: 29 - Raza: humana/demonio (por posesión) - Elemento mágico: sombra
Es un antiguo noble de la arruinada Casa Faust, es el vicecapitán de los Toros Negros. Controla el poder de un demonio llamado Gimodelo y 3 demonios más. Antes de la guerra con los Demonios, se encontraba como agente encubierto en el Reino de la Pica, para vigilar los movimientos de la Tríada Oscura. Es quien le enseña a Asta el ritual para formar pacto con los demonios.
Finral Roulacase (フィンラル・ルーラケイス?)
 Seiyū: Jun Fukuyama
Edad: 21 - Raza: humana - Elemento mágico: espacio
Finral Roulacase es miembro del escuadrón de los Toros Negros. Utiliza magia de teletransportación que le permite crear portales para desplazarse, siempre y cuando conozca el lugar de destino. Por otra parte, es un mujeriego y un cobarde, pero últimamente está empezando a ser valiente y fortalecerse psicológicamente, gracias a la determinación de Asta. Desde pequeño nunca pudo utilizar su magia de forma eficiente, siendo despreciado por su familia; por otro lado, su hermano menor Langris, que era un prodigio para la magia, siempre lo denigraba. Además de pertenecer al escuadrón Amanecer Dorado, usa magia de teletransportación al igual que FInral, pero su atributo mágico es de naturaleza ofensiva. Después de huir de su familia, se une a los Toros Negros. Finalmente empieza a utilizar su magia de teletransportación para ayudar a Asta, para engañar a sus oponentes y llevar a cabo ataques sorpresa.
Gordon Agrippa (ゴードン・アグリッパ?)
 Seiyū: Kenichiro Matsuda
Edad: 26 - Raza: humana - Elemento mágico: veneno
Gordon es miembro del escuadrón de los Toros Negros. Un personaje extrañamente enigmático, es un joven extremadamente pálido, con gruesos círculos negros alrededor de los ojos. Él es muy callado, apenas habla, pero a través de sus pensamientos y susurros se revela que él quiere acercarse a sus camaradas. De niño siempre fue repudiado por su magia de envenenamiento, por lo que usa su magia en seres no vivos.
Magna Swing (マグナ・スウィング?)
 Seiyū: Genki Muro
Edad: 18 - Raza: humana - Elemento mágico: fuego
Magna Swing es miembro del escuadrón de los Toros Negros. Él usa magias basada en fuego y es una persona extremamente temperamental. Él y Luck son amigos, y nunca retroceden en una pelea. A menudo se lo considera un bravucón, pero generalmente es bondadoso. Al igual que Asta, proviene de una zona rural, pero mucho más remota. Posee una escoba personalizada como si fuera una motocicleta llamada Ciclón Loco.
Vanessa Enoteca (バネッサ・エノテーカ?)
 Seiyū: Nana Mizuki
Edad: 24 - Raza: humana/bruja - Elemento mágico: hilos/destino
Vanessa Enoteca es miembro del escuadrón de los Toros Negros. Ella usa magia basada en cuerdas y es una borracha con un mal hábito de desnudarse. Una miembro muy relajada del escuadrón, admira la determinación de Asta. Sus cuerdas son tan finas, que no se pueden ver o incluso detectar por arte de magia. Ella es de hecho una bruja y dejó a las brujas antes de seguir a Yami, para poder forjar su propio camino. De pequeña, vivía impresionada por la magia y su madre, la reina de las Brujas, la obligaba a vivir en una jaula, todo para que pueda desarrollar la habilidad de controlar el destino. Ella escapa después de que Yami logre abrir una abertura en la jaula y se le une a su escuadrón, desde ese entonces, comenzó a tener sentimientos por el. Últimamente cuando sus amigos estuvieron a punto de ser decapitados por su madre, desarrolla la magia de controlar el destino, habilidad que no puede manejarla a voluntad, cuyo artífice es un espíritu en forma de un pequeño gato rojo..
Luck Voltia (ラック・ボルティア?)
 Seiyū: Ayumu Murase
Edad: 18 - Raza: humana - Elemento mágico: rayo
Luck Voltia es miembro del escuadrón de los Toros Negros. Utiliza la magia basada en rayos y es un psicópata al límite. Él y Magna son grandes amigos. A menudo busca al oponente más fuerte, ya que le gusta probar su fuerza. Cuando era pequeño, su madre había fallecido sin dejar herederos, cosa que sus tíos y demás familiares aprovecharon para deshacerse de él. Al ser su madre su pilar emocional para él, debido al trauma póstumo, siempre buscaba un método para hacerse notar ante su madre, desarrollando su adicción a los combates a muerte. Esta actitud cambia cuando Asta le ofrece su amistad, dándose cuenta de que tenía una familia que lo apreciaba en los Toros Negros. Desde entonces, siempre trata de mejorar y enorgullecer a su escuadrón. Es poseído por el elfo Rufel.
Gauche Adlai (ゴーシュ・アドレイ?)
 Seiyū: Satoshi Hino
Edad: 19 - Raza: humana - Elemento mágico: espejo
Gauche Adlai es miembro del escuadrón de los Toros Negros. Utiliza magia de espejos y es un pervertido con una gran obsesión por su hermana menor Mary, pero también es muy desconfiado, antisocial y antipático, luego que en el pasado tras la muerte de sus padres, es echado de su casa junto con Marie. Inicialmente no se lleva bien con el escuadrón, pero finalmente comienza a romper sus paredes. Tiene un gran rencor contra Asta, porque Mary se enamora de él y dice que se casará con Asta un día. Más allá de eso, estima la tozudez de su compañero. Es poseído por el elfo Droit.
Charmy Pappitson (チャーミー・パピットソン?)
 Seiyū: Kiyono Yasuno
Edad: 19 - Raza: humana/enano - Elemento mágico: algodón
Charmy Pappitson es miembro del escuadrón de los Toros Negros. A pesar de comer demasiado tiene la apariencia de una niña. Usa magia de algodón y siempre está comiendo y pensando en comida, tanto así que la denominaron la glotona eterna. Cuando no come, está durmiendo. A pesar de utilizar un extraño tipo de magia, es extremadamente poderosa y ha ayudado a sus compañeros a salir de más de una situación difícil. Su magia generalmente se manifiesta en forma de ovejas. En un ataque al reino, Yuno la salvó a ella junto a su comida; a partir de entonces, está enamorada de él y compite indirectamente con Sylph por llamar su atención, pero ella siempre la ventaja ya que siempre le proporciona comida, lo que ocasiona celos a Sylph. Más tarde, durante la rebelión de los elfos, se revela que es descendiente de enanos, una raza poderosa pero perdida en este mundo.
Grey (グレイ?)
Edad: 24 - Raza: humana - Elemento mágico: transformación
Grey es una miembro del escuadrón de los Toros Negros. Inicialmente era un personaje enigmático, que siempre aparecía como una sombra masculina masiva sin habla, que usaba magia de transformación. Ella solo hablaba cuando copiaba a alguien, lo que los hacía sonar como la persona copiada. Finalmente, se demuestra que Gray es una jovencita demasiado tímida que no permite que la gente vea su verdadera forma.
Zora Ideale (ゾラ・イデアーレ?)
Edad: 25 - Raza: humana - Elemento mágico: ceniza
Un mago que cubre la boca con una máscara negra. Antes del comienzo del examen para los caballeros reales, ataca a Xerx Lugner, sub-líder y miembro de "Las orcas moradas" y se cola en dicha prueba haciéndose pasar por él, y luego haciendo equipo con Asta y Mimosa. Participó usando solo túnica sin usar magia de transformación, esto a causa de que Xerx estaba en zona limítrofe, y su rostro apenas era conocido y por eso Julius tampoco lo notó.
Como usuario de "magia de Ceniza", es bueno en magia de trampas que consiste en dibujar círculos mágicos usando ceniza y lo activa bajo ciertas condiciones. Hace muchos comportamientos problemáticos, como tomar un comportamiento que invierte los sentimientos del oponente incluso durante el juego al intentar atrapar sin peligro a los compañeros de equipo, abusando del oponente derrotado sin piedad, Asta no ha podido hacerle frente pues su accionar es justo. Es miembro secreto del escuadrón desde hace ya un tiempo, incluso anterior a Asta y Noelle.
Henry Legolant (ヘンリー・レゴラント?)
Edad: 26 - Raza: humana - Elemento mágico: recombinación/absorción mágica (por maldición)
Caballero mago que vive escondido en las inmediaciones de la base de los toros negros. Vive solo y padecer una extraña enfermedad en la que no puede sobrevivir a menos que reciba el poder mágico de otras personas, lleva postrado en cama absorbiendo el poder mágico de las personas cercanas. Casi todos del escuadrón no saben de su existencia, solo rumoreaba sobre un "posible fantasma" quien desplazaba las bases del edificio en donde residen los miembros del escuadrón. Él reorganiza la estructura del edificio libremente con la "magia de recombinación", que puede juntar y utilizarla en masa. Sus padres desaparecieron sin razón alguna y no se involucra con las personas, Yami quien buscaba un edificio que se convertiría en escondite, lo vio en su lecho de muerte y lo recluta. Sobrevive absorbiendo la energía mágica de los miembros, quienes reconoce como importantes. Aparece ante Gauche, Grey y Gordon cuando miembros del Ojo de la Noche Blanca empiezan a atacar el lugar. Asta era el único que lo podía visitar regularmente, ya que no tiene poder mágico para absorber.
Sekre Swallowtail (セクレ・スワロテイル?) / Nero (ネロ?)
Edad: 517 - Raza: humana/pájaro antimágico (sellada) - Elemento mágico: sello
Luck bautizó como "Nero" a uno de los pájaros anti mágicos que siguió a Asta hasta mucho después de los Exámenes para Aspirantes a Caballeros Mágicos. Nero siempre se mantuvo cerca de Asta, incluso en sus innumerables batallas, ayudándolo a salir o entrar a ciertos sectores o a obtener las gemas élficas, hasta que cuando el Demonio se revela, encuentra a Finral y para sorpresa de este le habla pidiéndole que lo lleve al esqueleto del Demonio en Hage
Nero resultó ser la forma sellada de Sekre Swallowtail, una joven que cinco siglos atrás fue presentada como ayudante del príncipe Lumiere Silvamillion Clover. Al principio, ella se menospreciaba por su tipo de magia, el de Sellos, que solo servía para abrir y cerrar, pero Lumiere le hizo descubrir que su magia era más útil y poderosa de lo que ella creía. Cuando el Demonio capturó a Lumiere en el castillo del trébol, durante el genocidio elfo, Sekre usó su magia para liberarlo y ambos se dirigieron a la región elfa, donde apenas encontraron a Licht con vida. Mientras Lumiere derrotaba a la forma monstruosa de Licht, Sekre sello al Demonio con todo su poder, lo que le provocó que le crecieran unos cuernos oscuros. Luego, un malherido y agonizante Lumiere se acercó a despedirse de ella, pero con sus últimas fuerzas lo selló en una estatua de piedra para que no muriera, haciendo que como efecto secundario, ella se transforme en un pájaro antimágico.
En el presente, tras ser transportada por Finral, Sekre le exigió que colocara las gemas élficas en la estatua de Lumiere, provocando la apertura de su sello y el de Sekre, recuperando ambos su forma humana. Inmediatamente y tras poner a salvo a Finral, fueron a la batalla. Sekre completo la resurrección de Licht y luego en el momento crucial, desató todo el poder de Asta, quien al verla le recordó a alguien, sin saber que ella era Nero. Es juzgada por la corte del Reino del Trébol junto con Asta, pero ambos son indultados por la intervención de Fuegoleon Vermillion, Nozel Silva y los Toros Negros, orden a la cual acepta unirse por invitación personal de Yami Sukehiro. 
Suele demostrar pocas emociones luego de haber sellado a Lumiere, excepto cuando se encuentra junto a Asta, al cual suele reprenderlo por preocupación y diversión, ya sea picoteándolo en su forma sellada o pellizcándolo como humana.

##### Amanecer Dorado /The Golden Dawn
El escuadrón Amanecer Dorado (金色の夜明け Kin'iro no yoake?) tiene como símbolo a un sol con fondo dorado. Es denominado el escuadrón más fuerte de los caballeros mágicos. Todos los miembros excepto Yuno son de la élite aristocrática.
William Vangeance (ウィリアム・ヴァンジャンス?)
 Seiyū: Daisuke Ono
Edad: 26 - Raza: humana - Elemento mágico: árbol del mundo
Capitán de Amanecer Dorado. Siempre porta un casco que le obsequió el emperador mago Julius que cubre una gran cicatriz que abarca dos tercios superiores de su cabeza; desde pequeño siempre tenía baja autoestima, ya que su familia lo consideraban alguien maldito. Cuando su hermano mayor murió, él se encargó del negocio familiar. El rey mago actual, Julius, vio un gran potencial en él, lo que lo llevó a convertirse en caballero mago, y cuando éste se convirtió en Rey Mago, insto a William y a Yami, sus amigos de confianza, a crear sus propias órdenes de caballeros, naciendo así las órdenes del Amanecer Dorado y de los Toros Negros. Su cuerpo era el portador del alma del elfo Patry (voluntariamente, al compadecerse del dolor que sufría el elfo por el genocidio en el pasado), hasta que este es liberado por la magia combinada de William, Licht y Asta.
Langris Vaude (ランギルス・ヴォード?)
Edad: 20 - Raza: humana - Elemento mágico: espacio
Langris Vaude es el ex-vicecapitán del escuadrón Amanecer Dorado. Es el hermanastro menor de Finral Roulacase y el heredero de su familia noble. Finral siempre tenía una magia de teletransportación débil que no estaba destinada a pelear. Cuando Langris reveló su poderosa magia de teletransportación de nivel ofensivo, fue hecho heredero de la familia y adoptó una actitud engreída y discriminatoria contra Finral, quien era considerado una desgracia. Luego de ser humillado por Asta en los exámenes de los caballeros mágicos, es poseído por el elfo Ratri. Tras la guerra mágica, Langris abandonó su puesto de vicecapitán en favor de Yuno para entrenar y compensar su mala actitud durante estos años.
Alecdra Sandler (アレクドラ・サンドラー?)
 Seiyū: Genki Ōkawa
Edad: 24 - Raza: humana - Elemento mágico: arena
Caballero mágico avanzado de cuarta clase perteneciente a Amanecer Dorado. Un hombre encaprichado con el capitán William. No admite que Yuno sea considerado ciudadano ni que Asta haya podido neutralizar su magia de Arena. Es poseído por un elfo.
Klaus Lunettes (クラウス・リュネット?)
 Seiyū: Takuma Terashima
Edad: 18 - Raza: humana - Elemento mágico: acero
Klaus Lunettes es un noble y miembro del escuadrón Amanecer Dorado. Un chico serio que usa gafas, motivo por el que Asta lo llama "cuatro ojos". Inicialmente desprecia a Asta y Yuno por su estatus social, pero finalmente se convierte en amigo de ambos y los respeta luego de la batalla con los magos del Reino del Diamante, llegando a niveles de sobreprotección. Controla magia de Acero. Es poseído por un elfo.
Mimosa Vermillion (ミモザ・ヴァーミリオン?)
 Seiyū: Asuka Nishi
Edad: 15 - Raza: humana - Elemento mágico: planta
Mimosa Vermillion es una mujer noble de la Casa Vermillion y primos hermanos con los Vermillion del escuadrón de los Leones Carmesí y los Silva, en especial son muy confidentes con Noelle. Usa magia basada en plantas y se especializa en magia curativa. También manifiesta sentimientos románticos hacia Asta desde que lucharon juntos en una mazmorra, pero a diferencia de Noelle (con quien tiene una rivalidad amistosa por él), es un poco más efusiva.
Shiren Tium (シレン・ティウム?)
 Seiyū: Masayuki Akasaka
Edad: ? - Raza: humana - Elemento mágico: roca
Caballero de Amanecer Dorado. Atributo mágico: roca. Es alto y silencioso. Es poseído por un elfo en la guerra mágica y es asesinado posteriormente por Zenón.
Hamon Caseus (ハモン・カーセウス?)
 Seiyū: Kōsuke Toriumi
Edad: 20 - Raza: humana - Elemento mágico: vidrio
Caballero mágico de Amanecer Dorado que usa magia de vidrio. Siempre se le ve alegre y con hambre. También lo poseyó un elfo en la Guerra Mágica. Fue posteriormente asesinado en el asalto de Zenón.

##### Leones Carmesí /The Crimson Lion Kings
Los Reyes León Carmesí (紅蓮の獅子王 Guren no shishiō?) tienen como insignia un león en fondo rojo. Aunque fue el equipo con los primeros rangos en años anteriores, el año en que Asta se une a un escuadrón descendió a ser el quinto lugar, debido a que su capitán Fuegoleon Vermillion entró en coma, posterior a un ataque al reino del Trébol. Dada esta situación, Mereoleona Vermillion, hermana de Fuegoleon, le releva el puesto de capitán.
Fuegoleon Vermillion (フエゴレオン・ヴァーミリオン?)
 Seiyū: Katsuyuki Konishi
Edad: 30 - Raza: humana - Elemento mágico: fuego
Fuegoleon Vermilion es un noble de la Casa Vermilion y el capitán del escuadrón de los Reyes León Carmesí. Un capitán bastante bondadoso. Usa magia basada en fuego. Antes de los acontecimientos de la historia, declaró que apuntaría al puesto de Rey Mago del Reino del Trébol, apoyado por gran parte de la población del reino, ya que era uno de los magos más poderosos por debajo de Julius y debido a su actitud de liderazgo y justicia. Se vuelve amigo de Asta al ver su sentido de la determinación y una sensación de justicia similar al suyo, aconsejándolo en un principio y luego autoproclamándose su rival al igual que su hermano Leopold. Sin embargo, durante el asedio de los terroristas de "Ojo de la Noche Blanca", Fuegoleón fue capturado y herido gravemente, lo que lo dejó inconsciente.
Durante el ataque de los elfos a la capital del Reino del Trébol, para ser más específicos a los cuarteles de su orden se vio involucrado Leopold, es decir este estaba rodeado por muchos elfos reencarnados, fue entonces cuando Fuegoleon despertó del "coma" en el que se encontraba, pero no solo despertó también se volvió más fuerte al punto de que Salamander, el atributo elementa del Fuego, lo acompaña ahora como su familiar, haciendo que su brazo derecho, amputado en el ataque de Ojo de la Noche Blanca, se regenere en forma de fuego mágico.
Mereoleona Vermilion (メレオレオナ・ヴァーミリオン?)
Edad: 32 - Raza: humana - Elemento mágico: Fuego
Hija mayor de la casa Vermillion, por lo que es hermana mayor de Fuegoleon y Leopold, y como ellos es usuaria de una poderosa magia de fuego. Toma el mando de los Reyes Leones Carmesí tras el ataque que sufrió Fuegoleon. Es igual o más temperamental y apasionada que sus hermanos, sin temor a enfrentarse ni a rivales más fuertes que ella, siendo la mejor amiga en un momento de Acier Silva, la fallecida madre de la casa Silva. Al ver su poder y determinacion, el mismísimo Yami buscó entrenar con ella.
Leopold Vermillion (レオポルド・ヴァーミリオン?)
Seiyū: KENN
Edad: 16 - Raza: humana - Elemento mágico: Fuego
Caballero mágico de los Reyes León Carmesí. Respeta a Fuegoleon, su hermano mayor. Se interesa en Asta porque al igual que él, también aspira a ser un Rey Mago y lo considera, junto a Yuno, su rival. Tras el ataque a su hermano, jura venganza tatuándose con fuego la misma insignia que tenía Fuegoleon en su frente.

##### Águilas Plateadas /The Silver Eagles
Los Águilas de Plata (銀翼の大鷲 Gin'yoku no Ōwashi?, lit.: "Águilas aliplateadas") tienen como insignia un águila sobre fondo plateado. Tanto el año anterior, como en el que Asta se une a un escuadrón, ocupa un tercer lugar en el concurso de más estrellas obtenidas. Sus tres integrantes más poderosos son los hermanos mayores de Noelle Silva.
Nozel Silva (ノゼル・シルヴァ?)
 Seiyū: Kōsuke Toriumi
Edad: 29 - Raza: humana - Elemento mágico: mercurio
Nozel Silva es un noble de la familia real del Reino Clover, perteneciente a la casa Silva, y el capitán del escuadrón de Águilas de Plata. Es el hermano mayor de Noelle y además primo de los Vermillion. Usa magia basada en mercurio. Desdeña a Noelle por no poder controlar su magia y actúa como si estuviera extremadamente decepcionado con ella, para que ella no se acerque al campo de batalla ya que no puede controlar sus poderes como un modo de protegerla. Sin embargo, en relación con el resto de los caballeros mágicos, es el más calmo, incluso llegando a ayudar a Yami en su batalla Ojo de la Noche Blanca, ya que a pesar de su rivalidad, estima sus habilidades. Luego reconoce el progreso de su hermana Noelle y al ver la gran determinación de Asta y la ayuda emocional que él le dio a su hermana, lo estimula al declararse también su rival en la carrera para lograr ser Rey Mago.
Nebra Silva (ネブラ・シルヴァ?)
 Seiyū: Yurika Aizawa
Edad: 24 - Raza: humana - Elemento mágico: niebla
Nebra Silva es una mujer noble de la familia real del Reino Clover, segunda hija de la Casa Silva y hermana de Noelle. Es miembro del escuadrón Águilas de Plata. Al igual que sus hermanos, está decepcionada con Noelle por no saber controlar su magia. Usa magia de niebla y es capaz de crear clones de niebla de sí misma. Al principio sorprendida del progreso de su hermana, Nebra la reconoce, pero de un modo más tosco, al igual que Solid
Solid Silva (ソリド・シルヴァ?)
 Seiyū: Shōma Yamamoto
Edad: 18 - Raza: humana - Elemento mágico: agua
Solid Silva es miembro de las Águilas de Plata, un noble de la familia real del Reino del trébol, tercer descendiente de la casa Silva y el hermano inmediatamente anterior a Noelle. Es el más temperamental de los hermanos y quien más se burla de Noelle, provocando la indignación de Asta. Rivaliza con él y no acepta que su magia de Agua sea neutralizada por la espada de Asta.
Su visión de Noelle cambia cuando los elfos atacaron el palacio Silva y ella desató su máximo poder para protegerlos. Impotente al verse superado, Solid reconoce a su hermana y le implora protección.

##### Caballeros de la Rosa Azul /The Blue Rose Knights
Los Caballeros de la Rosa Azul (碧の野薔薇 Ao no nobara?, lit.: "Rosas silvestres azules), tienen de insignia rosas sobre fondo azul. La mayoría de integrantes son mujeres caballerosas y los hombres son tratados como sirvientes. Ocupaba el quinto lugar en poderío, pero cuando Asta se une a un escuadrón, ocupan el cuarto lugar.
Charlotte Roselei (シャルロット・ローズレイ?)
 Seiyū: Yū Kobayashi
Edad: 27 - Raza: humana - Elemento mágico: espinas de rosa
Capitana de las Rosas Azules. Usa magia basada en plantas (más que nada, ramas espinosas de rosas azules). Se describe a sí misma como una mujer segura de sí misma, sin afecto por los hombres y centrada en el campo de batalla, pero en realidad está perdidamente enamorada de Yami. De niña, fue maldecida con la condición de que un día su propia magia se descontrolaría y la mataría a ella y a cualquier persona cerca de ella. Si bien estaba al tanto del método para romper la maldición, se negó a intentarlo, optando por entrenarse para no perder el control de su magia. Sin embargo, falló y estuvo a punto de morir cuando Yami saltó y la salvó. Debido a sus valientes acciones, se enamoró de él, lo que rompió la maldición, ya que Yami salvó su vida, tanto directa como indirectamente. Charlotte intenta mantener su compostura y seriedad, pero sus sentimientos por Yami son tan intensos que hasta fue capaz de rivalizar con Vanessa (con la que comparte el mismo hecho de ser rescatadas de sus destinos por Yami). Su contraparte elfa, Charla, tiene casi su misma personalidad, pero desdeñando aún más a Yami.
Sol Marron (ソル・マロン?)
 Seiyū: Haruna Kakiage
Edad: 18 - Raza: humana - Elemento mágico: tierra
Miembro de las Rosas Azules. Una chica de piel morena. Feminista, a tal punto de no inmutarse ante un acoso accidental por parte de Asta. Es muy apegada a Charlotte, a tal punto de sobreprotegerla, celarla y apreciarla, e incluso llamarla "Nee-San" ("jefa" en japonés), a pesar de la negativa de ella. Es buena controlando gólems de tierra, el rey mago también alaba su originalidad.

##### Mantis Verdes /The Green Praying Mantis
Las Mantis Religiosas Verdes (翠緑の蟷螂 Suiryoku no kamakiri?) tienen de insignia a una mantis religiosa sobre un fondo verde olivo. Siempre ocupan un lugar intermedio, tanto el año anterior a la historia como en el presente, con 6 estrellas.
Jack The Ripper (ジャック・ザ・リッパー?)
 Seiyū: Daisuke Namikawa
Edad: 28 - Raza: humana - Elemento mágico: corte
Capitán de las Mantis Religiosas Verdes. Usa magia de corte, y se dice que incluso puede cortar montañas. Es también un sádico y ama la destrucción y las peleas. Tiene una rivalidad amistosa con Yami, esperando luchar contra él algún día. En épocas festivas tiene un puesto de comida en la capital, donde su especialidad es un platillo similar a los shawarma.
Sekke Bronzazza (セッケ・ブロンザッザ?)
 Seiyū: Ryōta Ōsaka
Edad: 16 - Raza: humana - Elemento mágico: Bronce
Integrante de las Mantis Religiosas Verdes. Lleva una cinta atada a la cabeza y es un hombre frívolo con la costumbre de sonreír de forma presumida diciendo "Fu-ja!". Por esto, mucha gente lo llama "Fuja". Usa magia de bronce. En la prueba de selección se acercó a Asta para complementarse y sacar provecho de él, ya que no podía usar ningún tipo de magia. Planeaba abrumar a Asta en la prueba final de la prueba de selección para destacar con su magia y esperar ser seleccionado por el capitán de Amanecer Dorado; pero solo consiguió que Asta lo venciera y unirse a un grupo más inferior. En represalia, intentó atacar a Asta, pero Yuno lo detuvo.

##### Ciervos Celestes / Celestial Deer
Llamada anteriormente Ciervos de Ceniza, era la orden a la que pertenecían Julius (su capitán, antes de ser Rey Mago), Yami y Willam (antes de formar sus propias órdenes).
Rill Boismortier (リル・ボワモルティエ?)
Edad: 19 - Raza: humana - Elemento mágico: pintura
Capitán de Los Ciervos de Agua. Utiliza magia de pintura, que le permite llevar cualquier cosa que pinta a la realidad. Es el más joven de los Capitanes Mágicos, con 19 años, apenas 4 años por encima de Asta y Yuno. Tiene una actitud despreocupada y relajada como corresponde a su edad, y le gusta conversar con personas más cercanas a su edad, como Asta, ya que tiene que ser muy cortés con los demás capitanes mágicos, que son mayores que él. Se hace amigo de Asta después de ver su habilidad de controlar la anti-magia. Segregado por su familia al contemplar lo destructivo que era su poder, Rill vive solo con su mayordomo. Es poseído por el elfo Lira. Se enamora de la forma desatada de Charmy.

##### Pavos Reales de Coral /The Coral Peacocks
Dorothy Unsworth (ドロシー・アンズワース?)
Edad: 27 - Raza: humana/bruja - Elemento mágico: sueño
Capitana de los Pavos Reales de Coral. Usa un sombrero grande, similar al de una bruja, lo que implica que incluso puede ser una de ellas. Siempre se la ve durmiendo, y no se despierta siquiera con los sonidos de las batallas. Sin embargo, en el escaso tiempo que se la vio despierta, es alegre, pícara y poderosa, incluso sintiéndose atraída por Asta y superando claramente a Reve, la elfa que la posee. Es capaz de crear una dimensión de los sueños y atrapar a sus rivales dentro de él.
Kirsch Vermillion (キルシュ・ヴァーミリオン?)
Edad: 20 - Raza: humana - Elemento mágico: pétalos de cerezo
Vicecapitán de la orden y hermano mayor de Mimosa. Vanidoso, narcisista y arrogante; adora las cosas bien parecidas, por lo que Mimosa lo odia. Por el contrario, odia lo rústico, salvaje y humilde, siendo Asta todo lo que personifica su desagrado. Usa hechizos de pétalos de cerezo. En funciones, es el líder de la orden mientras Dorothy duerme.

##### Orcas Púrpura /The Purple Orchas
Kaiser Granvorka (「カイゼル・グランボルカ?)
Edad: desconocida - Raza: humana - Elemento mágico: vórtice
Kaiser Granvorka es el capitán de las Orcas Púrpuras, luego de la destitución de Gueldre Poizot de su cargo, a petición de Julius Novachrono, asiste al Festival de Premiación de Estrellas. Kaiser no se sorprende cuando su equipo ocupa el octavo lugar.
Después de la ceremonia, Yami Sukehiro saluda a los otros capitanes y se jacta de la ubicación de su escuadrón sobre ellos, y Kaiser le recuerda a Yami que no debe faltar a las reuniones. Los otros capitanes se van, negándose a celebrar con Yami.
Kaiser usa magia de vórtice para crear torbellinos mágicos que disipan la magia de otros.
Gueldre Poizot (ゲルドル・ポイゾット?)
Edad: 28 - Raza: humana - Elemento mágico: transparencia
Excapitán de las Orcas Púrpuras. Utiliza la magia de impregnación, que le permite borrarse a sí mismo y evitar toda magia. También es un comerciante muy exitoso, y usa su magia para ganarse la delantera en varias oportunidades. Se descubrió que vendió artículos mágicos de alto secreto, contrabandeó materiales peligrosos, usaba la violencia contra su propio escuadrón y estuvo directamente involucrado en un evento terrorista, al secuestrar a los magos que mantenían la barrera de seguridad alrededor del Reino. Se le acusa de traición al reino, pero su captura no se hace pública para evitar el pánico masivo.

##### Ex-Caballeros Mágicos
Revchi (レブチ?)
 Seiyū: Yuuto Suzuki / Yutaka Aoyama (OVA)
Edad: 32 - Raza: humana - Elemento mágico: cadena
Ladrón. Usuario de magia de cadenas. Antiguo caballero mago de "Las Orcas Púrpura", fue más conocido por un tiempo como "el caballero mágico Revchi, el de la magia de cadenas". Apuntaba a robar el grimorio de cuatro hojas de Yuno para venderlo al mejor postor en el mercado negro, pero Asta lo vence y le devuelve el libro a Yuno.
Hermana Theresia (シスター・テレジア?)
Edad: 65 - Raza: humana - Elemento mágico: fuego
Una monja anciana que usa magia de fuego. Tiene una gran cicatriz en el lado izquierdo de la cara. Cuando era caballero mágico, tenía el alias de Leopardo de Loto Carmesí (紅蓮の女豹 Guren no Mehyō?). Sirvió en la corte y algunas veces fue designada como docente personal de Fuegoleon Vermilion. Mantiene también a Mary, la hermana menor de Gauche, pero siempre se lleva mal con su hermano.
Assiel Silva (アシエ・シルヴァ?)
Edad: 32 - Raza: humana - Elemento mágico: acero
La fallecida madre de los hermanos Silva. En apariencia, se parece mucho a su hija menor Noelle, y resultaba ser una de las más poderosas caballero mágico a la que solían llamar La guerrera de Acero (鋼鉄の戦姫 Kōtetsu no Senki?), pero falleció al dar a luz a Noelle, tras ser maldecida por Megícula y Vanica. Su hermana fue adoptada por la madre de Mimosa. Incluso Mereoleona (hermana mayor de Fuegoleon), quien llevaba una clara ventaja sobre su atributo, no podía ganarle siquiera una vez, antes de su vida como guerrera se decía que entrenaba duro. Cuando Noelle desarrolla su Armadura Acuática de Valquiria, ésta toma el diseño que la armadura que Assiel usaba.
Zara Ideale (ザラ・イデアーレ?)
Edad: 30 - Raza: humana - Elemento mágico: ceniza
Padre de Zora Ideale, Fallecido. Le gustaba hacer bromas. Era miembro de Las orcas moradas. Como veía que su hijo era tímido, le confeccionó un muñeco con el sobrenombre: "El guerrero de la justicia, Zora". Actualmente, Zora tiene la misma indumentaria y apariencia que el muñeco. Fue el primer plebeyo en convertirse en caballero mágico. Sus compañeros de escuadrón, que eran de procedencia noble, le tenían un profundo desdén porque no les gustaba mezclarse con gente plebeya, a tal punto que lo traicionaron asesinándolo en un cierto punto de la historia mientras él salvaba a otros plebeyos.

#### Ciudadanos
Padre Orsi Orfai 「オルジ・オーファイ」
 Seiyū: Kazuki Nakao
Edad: 55 - Raza: humana - Elemento mágico: fuego
Padre de la iglesia donde crecieron Asta y Yuno. Al ver sus capacidades mágicas, siempre tuvo preferencia por Yuno, sorprendiéndose exageradamente de los progresos de Asta.
Hermana Lily (シスター・リリー?)
 Seiyū: Miyu Kubota
Edad: 26 - Raza: humana - Elemento mágico: agua
Conocida también como Lily Aquaria (リリー・アクアリア, Rirī Akuaria), es una monja de la iglesia donde crecieron Asta y Yuno. Usa magia de agua. Es joven, bella y firme. Presenta un lunar bajo el ojo izquierdo. Es una gentil hermana mayor que cuida de los niños de la iglesia. Es el amor platónico de Asta, quien se lo propone cada vez que le habla, pero ella se niega, teniéndolo que frenar a veces con su magia. Sin embargo, se preocupa por él y por Yuno. Un año y tres meses después de la derrota de la Tríada Oscura, Lucius convierte a Lily en un paladín usando su magia de alma, volviéndose leal hacia él. Ella teletransporta a Asta hacia el País Hino, lugar donde se dirige por orden de Lucius para manejar un futuro incierto que amenaza su paz. Al ser derrotada por Asta, Lily se disculpa ante él por las cosas malas que le hizo cuando fue manipulada por Lucius y le revela los planes de Lucius sobre el Juicio Final antes de desmayarse.
Lecka (レッカ?)
 Seiyū: Risa Kayama
Edad: 13 - Raza: humana - Elemento mágico: agua
Niña que creció junto a Asta y Yuno en la iglesia. Tiene un cabello ensortijado de color guinda y ojos verdes. Suele ayudar a la hermana Lilly en las tareas domésticas.
Nash (ナッシュ?)
 Seiyū: Hana Satou
Edad: 10 - Raza: humana - Elemento mágico: fuego
Niño que creció junto a Asta y Yuno en la iglesia. Tiene el cabello castaño y ojos lila-oscuro. Lleva un chaleco corto tradicional y tiene pecas alrededor de la nariz. Siempre fue escéptico con Asta, porque pensaba que una persona sin poder mágico no tendría un lugar como caballero mágico, además contando con su condición de huérfanos. Cuando Asta ingresa a un gremio, se motiva para que algún día pueda ser caballero mago.
Arles (アルル?)
 Seiyū: Hitomi Sasaki
Niña que creció junto a Asta y Yuno en la iglesia. 5 años de edad. Tiene el cabello largo de color negro (en el anime lo tiene al estilo Bob) y ojos de color marrones. Siempre ve divertidas las cosas que hace Asta, sobre todo cuando exagera.
Hollo (ホロ?)
 Seiyū: Ayumi Mano
Niño que creció junto a Asta y Yuno en la iglesia. 3 años de edad. Tiene el cabello rubio con corte en flequillo y ojos azules. Siempre porta un libro de cuentos.
Rebecca Scarlet (レベッカ・スカーレット?)
 Seiyū: Rikako Yamaguchi
Edad: 16 - Raza: humana - Elemento mágico: fuego
De complexión esbelta y curvilínea, tiene el pelo largo, pecas y ojos celestes. Es una chica que aparece en una cita múltiple que propuso Finral. A ella le tocó hacer "pareja" con Asta, quien al principio, se muestra distante y reservada mientras lo confronta. Sin embargo, después de que Asta la defiende de un viejo noble, se gana su confianza, a partir de ello, se enamora de Asta, siendo la primera mujer en besarlo (ante una consternada y celosa Noelle). Se le define como una mujer muy amable y extrovertida. Se preocupa profundamente por sus cinco hermanos menores, tanto que muchos los confunden con sus propios hijos. Trabaja como sirvienta y de empleada en un comedor para mantener a sus hermanos. De vez en cuando, ayuda con los niños de la iglesia.
Marie Adlai (マリー・アドレイ?)
Edad: 10 - Raza: humana - Elemento mágico: ojos
Hermana menor de Gauche. Vive en la iglesia de Narne. Le gusta la gente de la iglesia, los dulces, su hermano mayor Gauche y Asta. Como segunda hija de la casa Adlai y después de su nacimiento, sus padres mueren y otro noble los despoja de sus bienes. Con tal de mantener a su hermana, Gauche se dedica a robar, pero poco después lo apresan y a ella la llevan a un orfanato en Narne. Es poseída por la elfa Ecra, que despierta su magia de ojos. Es consciente de la obsesion de su hermano por ella, y le gusta fastidiarlo provocándole celos, en especial al declararle que en el futuro se quería casar con Asta.

### Reino de Diamante
Mars (マルス?)
 Seiyū: Yūichirō Umehara / Kaito Ishikawa (OVA)
Edad: 19 - Raza: humana - Elemento mágico: cristal/fuego (por hibridación)
Mago del Reino de los Diamantes que tiene la tarea de conquistar una mazmorra antes que los magos del Reino del Trébol. Utiliza magia de cristal y fuego como resultado del experimento inhumano que su reino hizo con él. Aunque tiene la apariencia de un demente, se revela que tuvo un pasado oscuro, donde se vio obligado a matar a su amiga de la infancia, Fana, para poder sobrevivir. Cuando se negó, ella lo atacó, por lo que él la mató como un acto reflejo, para luego, intercambiar sus poderes en el experimento del reino.. Desde entonces, ha dado vuelta una nueva página: al salvar a Fana, se hizo amigo de Asta y trabaja duro, aunque en secreto, para cambiar el reino Diamante para mejor.
Lotus Whomalt (ロータス・フーモルト?)
 Seiyū: Kenyū Horiuchi
Edad: 36 - Raza: humana - Elemento mágico: humo
Mago respetable del reino de Diamante. Se le encomendó la tarea de conquistar la mazmorra junto a Mars y pudo obtener una gran cantidad de tesoros para el Reino. Utiliza magia a base de humo y odia agotar su cuerpo en una pelea, a menudo huyendo de ellas, generalmente en un automóvil ahumado. También usa varias tácticas clandestinas como gases venenosos de acción lenta.
Fanzell Kruger (ファンゼル・クルーガ?)
Edad: 28 - Raza: humana - Elemento mágico: viento
Excomandante del ejército del Reino de Diamante, del que desertó al estar en desacuerdo con las decisiones del gobierno. Exiliado en el reino del Trébol, conoce a Dominante, una bruja que también huye, pero del reino de las Brujas. Ambos se enamoran y se refugian en las afueras de Hage.
Fanzell encuentra a Asta entrenando con su espada Matademonios, y decide entrenarlo. Tiempo después, el Reino del Diamante envía a una asesina para liquidarlo, se trataba de Mariella, la cual entendiendo los motivos de Fanzell, declina y se alía con ellos
Tras la pelea con Vetto, Asta sufre una maldición en sus brazos, motivo por el que Noelle y Finral buscan una solución, y encuentran la casa de Fanzell. Este los recibe y les dice que por recomendación de Domina, que la maldición se puede romper en el reino de las Brujas. Al llegar, se topan con la Reina Bruja, la cual además es la madre de Vanessa. Fanzell propone defender el bosque de las brujas de un ejército que se acerca a cambio de curar a Asta. Fanzell pelea contra dos antiguos alumnos: Mars y Ladros, el primero recordando las enseñanzas de su maestro declina de atacar y lo defiende de Ladros, el cual es derrotado definitivamente por Asta. La lucha seguiría pero en este caso es Fana, amiga de Mars, quien estaba controlada por el Ojo de la Noche Blanca. Fanzell, Mars y Asta salvan a Fana, pero al terminar son capturados a traición por la Reina Bruja, la cual es derrotada por Vanessa.
Fanzell se despide de Asta y Mars, volviendo junto a Domina, Mariella, Mars y Fana a su hogar.
Dominante Code (ドミナント・コード?)
Edad: 26 - Raza: humana/Bruja - Elemento mágico: síntesis
Apodada "Domina" por sus allegados, es una joven exiliada del Reino de las Brujas que se enamora de Fanzell. Conocida por su habilidad de crear artefactos mágicos, es quien da la sugerencia de ir al Bosque de las Brujas para curar los brazos de Asta. Ayuda a Fanzell en las batallas tanto contra el ejército del Reino de Diamante como contra Fana y Ojo de la Noche Blanca.
Mariella (マリエラ?)
Edad: 15 - Raza: humana - Elemento mágico: hielo
Asesina al servicio del Reino de Diamante y antigua alumna de Fanzell. Enviada por su reino a cazar a su antiguo maestro, lo encuentra a las afueras de Hage, pero Asta la persuade para que decline, explicando los motivos.
Al igual que Domina, asiste al Bosque de las Brujas, combatiendo junto a su maestro ante sus antiguos camaradas del Reino del Diamante y ante Ojo de la Noche Blanca. Al final, ella y Fana deciden quedarse en la casa de Fanzell.

### Reino del Corazón
Reina Loropechika (ロロペチカ Roropechika?)
Edad: aproximadamente 18 - Raza: humana - Elemento mágico: agua
Loropechika es la actual reina soberana del Reino del Corazón y su principal protectora. A pesar de su apariencia delicada y personalidad torpe, es una poderosa maga de Agua, al nivel de que es poseedora del espíritu de dicho elemento, Undine, la cual también es su consejera. En el pasado, fue maldecida por Vanica y Megícula, para que al cumplir una determinada edad, muriera, dejando desprotegido al reino. Por ese motivo, y por la inminente invasión de la Tríada Oscura del Reino de la Pica, Loropechika solicitó la ayuda del Reino del Trébol, a cambio de entrenar a sus guerreros más poderosos (según el sistema de calificación del reino, que califica con el grado 1 a los magos más poderosos, y con el grado Arcano a magos con habilidades únicas, como la antimagia de Asta y la magia de sellado de Sekre). Loropechika instruiría a sus guardianes a que los guerreros del trébol aprendan las "Fórmulas", encantamientos basados en runas que amplifican o dan una nueva habilidad a sus elementos mágicos.
En el asalto de Vanica y Megícula, Loropechika es secuestrada por estos y se la llevan al Reino de Pica, para motivar a Noelle a ser más fuerte. Allí, Moris Libardirt usa su magia impulsada por el diablo para extraer el conocimiento heredado de la Princesa y trasplantarlo a sí mismo. Luego, Vanica convierte a Lolopechka en una marioneta y aumenta aún más su poder con marcas de maldición. Ella logra recuperarse de la maldición tras la derrota de Vanica y Megícula.

### Reino submarino
El reino del Templo Submarino es raramente visitado por humanos, debido a que es protegido con poderosos vórtices de maná, se encuentra frente a las costas del Reino del Trébol.
Gifso (ジフソ Jifuso?)
Edad: desconocida - Raza: humana - Elemento mágico: juego
Sumo sacerdote del Templo Submarino y protector de una de las joyas élficas. Su magia consiste en transferir a quien desee a una dimensión de juegos en donde para salir solo se debe ganar. Introduce a los Toros Negros a su dimensión de juego a cambio de su gema y la posibilidad de que sus nietos, Kiato y Kahono salgan a la superficie.
Gio (ジオ Jio?)
Edad: desconocida - Raza: humana - Elemento mágico: agua
Hijo de Gifso, Gio es uno de los más poderosos del templo. Dentro del juego de su padre, se enfrentó a Luck y Magna hasta que Vetto irrumpió, derrotándolo.
Kiato (キアト Kiato?)
Edad: aproximadamente 18 - Raza: humana - Elemento mágico: baile
Kiato es el mayor de los nietos de Gifso, forma con su hermana menor Kahono un dúo artístico en donde Kiato usa su magia de baile para danzar al ritmo de las canciones de Kahono. Pero su magia también es ofensiva, usando sus brazos como espadas, ataca con movimientos de baile. Su sueño es ser famoso junto con su hermana. Durante la lucha con Vetto, pierde una de sus piernas, la cual es restaurada por la magia de sangre de la Reina Bruja. Está enamorado de Noelle, aunque ella no le corresponda.
Kahono (カホノ Kahono?)
Edad: aproximadamente 15 - Raza: humana - Elemento mágico: canto
Hermana menor y compañera de espectáculo de Kiato. Usa su magia de canto para potenciar, suprimir o aturdir enemigos. Es más desinhibida que su hermano y muy alegre, a tal punto de ayudar a Noelle tanto con el control de su magia, como con su relación con Asta, incluso fingir que rivalizaba con ella por él. Cuando se enfrentaron junto con su hermano y los Toros Negros a Vetto, este lesionó su garganta para que no pueda cantar. Sin embargo, recupera su voz con la magia de la Reina de las Brujas.

### Reino de las Brujas
Oculto en un bosque entre los reinos del Trébol y del Diamante, está habitado por las homónimas, todas mujeres de grandes poderes gobernados por una reina. Están permitidos los visitantes, pero solo las brujas pueden habitarlo. Además de Vanessa, hija de la reina y por consiguiente princesa del reino, Dominante, Dorothy y Catherine provienen de este reino.
Reina de las Brujas (魔女王 Majo-ō?)
Edad: desconocida - Raza: humana/bruja - Elemento mágico: sangre
Gobernante del bosque de las Brujas y madre de Vanessa, a quien tuvo cautiva para que perfeccionase su magia de Hilos del Destino para su propio beneficio, ya que está obsesionada con el poder. Su magia de sangre tiene tanto propiedades curativas (incluso deshace maldiciones) como de control mental de quien sea esclavizado. Ofreció ayudar a Asta a curar la maldición que Vetto puso en sus brazos a cambio de protección contra el Reino del Diamante y Ojo de la Noche Blanca. En un descuido posee a Asta y lo obliga a matar a sus amigos, pero éste se resiste gracias a la ayuda de Vanessa, desbloqueando parcialmente la consciencia de Liebe gracias a la magia de sangre y obteniendo la Forma Oscura. La reina desiste del ataque al ver desatado todo el potencial de su hija y se alía a ellos, encargándoles la protección de la gema élfica que poseía.

### Ojo de la Noche Blanca
Grupo de magos terroristas que atacan el Reino del Trébol. Tienen su base en una mazmorra flotante dentro de la Zona de Gravito. Debido a su destreza mágica y la búsqueda de piedras mágicas, la mayoría de ellos se consideran descendientes de los casi extintos elfos. Vivían originalmente en la Región de Renegados del reino del Trébol. Los elfos fueron masacrados por el recién establecido Reino del Trébol, mientras que un elfo anciano, usuario anterior del grimorio de cinco hojas, fue demonizado como el némesis del primer Rey Mago.
Patry / Falso Licht (パトルイ/リヒト?)
Edad: 515 - Raza: Elfo - Elemento mágico: luz
Joven elfo que adoraba incondicionalmente a su líder Licht. Desconfiaba de la alianza entre elfos y humanos, siendo el único que no estaba de acuerdo con el matrimonio entre Licht y la princesa Tetia Silvamillion Clover, heredera del Reino del Trébol. Tras el genocidio elfo a traición de la corte del reino, y por influencia del demonio, juró vengarse de los humanos, por lo que creó Ojo de la Noche Blanca haciéndose pasar por Licht.
Tras reencarnarse en el alma de Willam Vangeance, aprovechó el infiltrarse en las filas de los Caballeros Mágicos para obtener las Piedras Mágicas de los elfos para desatar su venganza. Pero con las sucesivas intervenciones de los caballeros mágicos, Patry comenzó a intervenir directamente, enfrentándolos. Con la mayoría de piedras recolectadas, Patry usó magia prohibida y revivió parcialmente a los elfos, que poseyeron a ciertos humanos, además de revelarse ante el Rey Mago Julius como la otra cara de Vangeance, asesinándolo. Pero cuando el Demonio revela que todo fue acorde a su plan, Patry cae en la desesperación y se deja poseer al igual que Licht en el pasado, siendo salvado por Asta, quien le insta a disculparse, para luego ser totalmente redimido por el verdadero Licht. Abandona el cuerpo de William cuando éste, Licht y Asta realizan un exorcismo mágico y se disponía a regresar al mundo de los muertos, pero Rades logra sellar su alma dentro del cuerpo que le perteneció a Licht, permitiéndole revivir.
Fana (ファナ?)
 Seiyū: M·A·O
Edad: 19 - Raza: humana/elfo - Elemento mágico: fuego/cristal (por hibridación)
Conocida como Odio (憎悪 Zōo?), era originaria del Reino de Diamante y fue víctima de un experimento junto a Mars, que se vio forzado a matarla como parte del experimento de su reino. Pero Fana sobrevivió gracias a su propia magia de recuperación que la salvó, lo que provocó que Morris le implantara varias piedras mágicas antes de que ella fuera abandonada y encontrada por Licht (Patry), que usó su magia para que una elfa, casualmente también llamada Fana, la poseyera. Cuando se enfrenta a Asta y a Mars en el bosque mientras busca la piedra mágica, Asta hace que recupere sus recuerdos originales, con lo que Fana casi se autodestruye, pero los demás la salvan y Mars logra liberarla de su contraparte élfica, a costo de perder a Salamander, el espíritu de fuego que la acompañaba. Fana está asilada en el Reino del Trébol esperando que Mars reforme el Reino del Diamante para que puedan estar juntos. Originalmente usaba magia de fuego, pero las modificaciones que le hicieron en el Reino del Diamante le permiten utilizar la magia de cristal basada en la gema de Mars, ya que algunas de las páginas de su grimorio se agregaron a las suyas.
Vetto (ベトト?)
Edad: 528 - Raza: elfo - Elemento mágico: bestia
Uno de los miembros más poderosos de la organización, pertenece al subgrupo "Tercer Ojo" de Ojo de la Noche Blanca, junto con Fana y Rhya. Representa la desesperación y debido a que es usuario de magia bestial, su apariencia es similar a la de un felino humanoide. Lo envían a buscar una de las gemas élficas al Templo Submarino, donde derrota a sus habitantes. Pero los Toros Negros lo vencen; en especial, Asta y Yami, este último rematándolo con un corte dimensional. Logra revivir a su forma élfica gracias a la magia prohibida de Patry y se enfrenta en una dura batalla a Mereoleona Vermillion, interrumpida por los ataques del Demonio.
Rhya (リャ?)
Edad: 525 - Raza: elfo - Elemento mágico: imitación
Rhya es el tercer miembro del escuadrón "Tercer Ojo" y representa la Perfidia. De naturaleza holgazana y despreocupada, era un gran amigo de Licht y Patry. Con su magia de copia o imitación puede emular cualquier ataque salvo la antimagia. Su forma humana no dista mucho de cuando era elfo. Defiende a Patry en el ataque a la caverna subterránea y es su guardaespaldas personal cuando ocurre el ataque elfo al Reino del Trébol. Es capaz de detectar cuando alguien miente, siendo el que descubre al Demonio oculto en el cuerpo de un elfo. Es herido gravemente por éste, pero es mantenido con vida gracias a la magia Curativa de Mimosa. Él y Vetto son exorcizados por el hechizo conjunto de Licht, William y Asta
Heath Grice (ヒース・グライス?)
 Seiyū: Ryōtarō Okiayu
Edad: 31 - Raza: humana - Elemento mágico: hielo
Un mago que atacó la aldea de Saussy, ubicada en la región alejada del Reino del Trébol. Fue derrotado por Asta, Noelle Silva y Magna Swing. Antes de que lo tomaran para interrogarlo, se suicidó para proteger los secretos de su empleador, que está relacionado con el escuadrón Amanecer dorado. Usaba magia de hielo y estaba obsesionado con el tiempo.
Catherine (キャサリンス?)
Edad: ? - Raza: humana - Elemento mágico: ceniza
Es una maga, de apariencia similar a una bruja, usuaria de magia de Cenizas. Forma parte del ataque a la capital del Reino del Trébol, pero es derrotada por Yuno y Charmy y capturada. Luego es sacrificada por Patry para invocar las almas de los elfos.
Valtos (ヴァルトス?)
Edad: 25 - Raza: humana - Elemento mágico: espacio
Es uno de los miembros más serios del grupo, con una incuestionable lealtad hacia Patry. Es usuario de magia Espacial. Es quien teletransporta a los caballeros mágicos durante el asedio a la capital, en especial a Fuegoleón Vermilion, a quien conduce hacia la trampa que lo hiere gravemente. Luego lucha junto a Patry contra los caballeros en la caverna subterránea, siendo derrotado por Asta. Reanimado, roba la joya élfica que protegían los Toros Negros y se la entrega a Patry, quien lo sacrifica para revivir a los elfos. Valtos logra sobrevivir junto con Rades y Sally, y se une a los Toros Negros para vengarse de Patry.
Rades Spirito (ラデス·スピーリト?)
Edad: 21 - Raza: humana - Elemento mágico: espectro
Resentido por no poder formar parte de los caballeros mágicos, Rades se une a Ojo de la Noche Blanca para vengarse. Con su particular grimorio de una sola hoja, usa magia Espectral para controlar cadáveres que peleen por él, en especial una serie de 5 guerreros retornados más poderosos que el resto. Estos cadáveres son la primera fuerza de choque en el ataque de la organización a la capital del Trébol y en la operación para robar la joya élfica protegida por los Toros Negros. Al igual que Valtos, Rades también es sacrificado por Patry, reanimado y unido a los Toros Negros para vengarse del elfo. Luego de la guerra con el Demonio, Rades sella el alma de Patry en el cuerpo que le perteneció a Licht.
Sally (サリー?)
Edad: 17 - Raza: humana - Elemento mágico: gel
Era la investigadora de la organización, con una tendencia sádica a querer diseccionar a sus víctimas. Su magia es un gel viscoso que puede ser lanzado y tomar diferentes formas. Tras el ataque a la capital, Sally se obsesiona con Asta y su antimagia, y por recomendación de Valtos, lo secuestra, pero en lugar de matarlo como le sugirieron, ella busca "examinarlo" viviseccionándolo. Asta es rescatado por Julius y Sally promete que lo atrapara para estudiarlo. Más tarde, ayuda a Rades a distraer a los Toros Negros para que Valtos robe la joya élfica. Es sacrificada también por Patry, pero sobrevive y se une a los Toros Negros, rivalizando con Noelle y Mimosa por Asta.

### Tríada Oscura
Trío de hermanos poseídos por poderosos y sombríos demonios que invadieron el Reino de la Pica, asesinaron a sus reyes y establecieron el reino como su base para conquistar el mundo humano.
Dante Zogratis (ダ ン テ・ゾグラティス?)
Edad: desconocida - Raza: humana/demonio (por posesión) - Elemento mágico: cuerpo/gravedad (por posesión demoníaca)
Líder de la Tríada, un déspota desquiciado que solo busca la destrucción humana por mero placer. Es el cuerpo huésped del demonio Lucifero, uno de los más poderosos. Al ser un poseído, Dante puede usar dos tipos mágicos: Su innata magia de Cuerpo, que le permite cambiar apariencia y atributos de su físico, y la magia Gravitacional adquirida de Lucifero, que le permite controlar la fuerza de gravedad de objetos, personas y de sí mismo. Invade el cuartel de los Toros negros, derrotando a sus miembros (dejando malherido a Gauche) e inmovilizando a Asta. Tiene un apasionante duelo con Yami, el cual solicita la ayuda de Asta para derrotarlo. Cae malherido por un ataque de Asta, pero es rescatado por su hermano Zenón, quien en el proceso secuestra a Yami. Al regresar al Reino de Pica es mejorado por Morris. Luego, Dante abruma a Nacht y Jack en el conflicto que sigue antes de enfrentar a Magna en una pelea de puños uno a uno que gradualmente agota la magia de ambos. Dante pierde su conexión con Lucifero como consecuencia mientras Magna lo noquea, perdiendo el control sobre su magia restante al recuperar la conciencia antes de que Jack lo saque en respecto hacia Magna.
Zenon Zogratis (ゼノン・ゾグラティス?)
Edad: desconocida - Raza: humana/demonio (por posesión) - Elemento mágico: huesos/espacio (por posesión demoníaca)
Miembro más poderoso de la Tríada, siendo sádico, despiadado pero calmado. En el pasado, era de buen corazón y no estaba interesado en convertirse en huésped demoníaco hasta que se vio obligado a matar a su amigo de la infancia y rival Allen para detener a un demonio que encontraron en una mazmorra como miembros de Fuerza de Defensa de magia. La prueba traumática hizo que Zenon fuera frío y cínico al ver las emociones sin sentido, solo mostrando una alegría sádica cuando derrotaba sin piedad a los oponentes. Su magia innata es la de generar huesos que salen de su cuerpo en infinitas cantidades, mientras que el demonio que posee, le da el poder de la magia Espacial, para crear portales (igual que Finral y Langris). Es tan poderoso que pudo someter por su propia cuenta el Reino del Diamante y derrotar al Amanecer Dorado, la orden más importante del Reino del Trébol, asesinando a la mitad de sus miembros y derrotando indiscutiblemente a William y Yuno, secuestrando al primero. Luego se teletransporta al cuartel de los Toros Negros, en donde rescata a su hermano Dante y secuestra a Yami. Mientras se enfrenta a Yuno cuando se abre la primera puerta al inframundo, Zenon sacrifica su humanidad a Beelzebub por el corazón de un diablo después de ser empalado por el hechizo Spirit of Euros de Yuno. Zenon domina a Yuno antes de que adquiera su segundo grimorio y destruya su corazón demoníaco. Cuando muere, se da cuenta de las similitudes entre Yuno y él mismo y cómo difieren sus caminos.
Vanica Zogratis (ヴ ァ ニ カ・ゾグラティス?)
Edad: desconocida - Raza: humana/demonio (por posesión) - Elemento mágico: sangre/maldición (por posesión demoníaca)
Es la menor de los hermanos, y huésped de Megícula, el demonio que maldijo de muerte a Assiel Silva y a la Reina Loropechika. Tiene una actitud sádica e infantil, adorando torturar a sus enemigos y maltratar a sus esclavos. Innatamente, controla la magia de Sangre, que le permite manipularla a su antojo, y la magia de Maldición de Megícula, la cual maldice a sus víctimas para que mueran o simplemente para esclavizarlas, como a los miembros de su séquito. Su misión era la de conquistar el Reino del Corazón, en donde se enfrentó a Loropechika, Noelle, Sekre y Mimosa, derrotándolas y secuestrando a la reina, solo para estimular a Noelle a que se vuelva más poderosa y darle la misma pelea que le dio su madre. Aunque acepta su muerte a manos de Noelle después de ser derrotada, Vanica se encuentra bajo el control de Megicula cuando el diablo revela su intención de sacrificar a su anfitrión para manifestarse por completo. Sin embargo, Megicula muere antes de que se complete el sacrificio, pero Vanica queda medio muerta.
Lucius Zogratis (ルシウス・ゾグラティス?)
Edad: desconocida - Raza: humana/demonio (por posesión) - Elemento mágico: Alma/tiempo (por posesión demoníaca)
Es el mayor de los hermanos Zogratis y el anfitrión del diablo Astaroth. Él nació con dos almas en su cuerpo, siendo la otra de Julius Novachrono. Lucius parece tener puntos de vista supremacistas humanos y considera que los humanos tienen la magia más brillante del mundo. Está fanáticamente dedicado a su objetivo de rehacer a los humanos en sus formas "verdaderas" utilizando el poder del diablo y la magia de sus hermanos. Lucius también es megalómano y sufre de un severo complejo de mesías, considerándose a sí mismo la única persona capaz de gobernar a la humanidad con éxito. Después de la derrota de la Tríada Oscura y Lucífero, Lucius toma el control de Julius y viaja al Inframundo, donde derrota a la otra mitad de Lucífero y se come su corazón. Luego, toma el control de los demonios restantes en el inframundo, incluidos los demonios de más alto rango. Además, Lucius recoge a sus hermanos menores y Moris Libardirt. Un año y tres meses después, Lucius se presenta ante Asta para contarle su plan de matar y recrear a todos y gobernarlos a todos como el Rey Mago Final; sin embargo, dado que Lucius no había previsto una persona sin magia, tiene la intención de eliminarlo que ve como un defecto. Después de derrotar a Asta y ser enviado al País Hino por Lily, Lucius celebra la eliminación de la falla y anuncia que en siete días, el día del juicio traerá una guerra santa para establecer su mundo.

### Seres del pasado
Lumiere Silvamillion Clover (ルミエル?)
Edad: 525 - Raza: humana - Elemento mágico: luz
Hace 500 años, era uno de los dos príncipes del Reino del Trébol junto con su hermana Thetia. Su magia de luz era la más poderosa, por eso fue bendecido con un Grimorio de Trébol de 4 hojas. Su visión de igualdad y equidad era cuestionada por varios ministros, y su comportamiento recordaba al de Julius Novachrono, apasionado por la magia. Se hizo amigo de Sekre, una joven usuaria de magia de Sellos la cual había sido asignada para colaborar con su aprendizaje mágico. Su sentido de la amistad e igualdad le hizo amigarse fraternamente con Licht, el líder de los elfos, promoviendo el noviazgo de Thetia con él. Por influencia del Demonio, los ministros del reino confiscaron un artefacto creado por el y Sekre y lo usaron para el genocidio elfo, siendo el mismo Demonio el que inmovilizó al joven Lumiere. Al llegar a la tierra elfa junto con Sekre, contemplo con tristeza y furia la matanza, de pie solo quedaba Licht con el cadáver de Thetia. El demonio usó la desesperación de Licht para transformarlo en un demonio gigantesco y vencer a Lumiere, pero por petición del mismo Licht, el mago lo derrotó, iniciando así la leyenda del Rey Mago. Maltrecho y desanimado, Lumiere se encuentra con Sekre, quien había sellado al Demonio, y que para evitar que muriera, lo selló en forma de estatua sobre el esqueleto de Licht.
En el presente, Lumiere es reanimado por Sekre, quien sobrevivió este tiempo transformada en pájaro. Tras recuperar ambos su forma original, se dirigieron a la capital del reino a enfrentar al Demonio, quien había regresado. A pesar de tener un inmenso poder y del apoyo de Licht, Patry, Asta y Yuno, Lumiere no logra derrotar al Demonio, pero ayuda a dispersar la magia demoníaca para que Asta y Yuno ataquen con todo. Tras la guerra, el cuerpo de piedra de Lumiere no resiste y se fragmenta, provocando su muerte.
Licht (リヒト?)
Edad: 525 - Raza: Elfo - Elemento mágico: espadas de luz
El Licht original era el líder de la comunidad elfa, de vasta sabiduría, poder y tranquilidad. Admirado por sus pares, encontró en Lumiere a su par humano, a tal punto de enamorarse de su hermana, Tetia. Tras casarse y tener un hijo, Licht y los elfos son atacados a traición por un ataque humano influenciado por el Demonio. Solo él y Patry, quien cuestionaba la unión con los humanos, sobrevivieron. Al llegar Lumiere a la zona, Licht, consumido por la desesperación y la magia demoníaca, le pide a su amigo que lo asesine. La influencia maligna convirtió el Grimorio de cuatro hojas de Licht en uno de cinco, que representa la magia demoníaca, y transformó a Licht en un inmenso demonio que arrasaba a todo a su paso. Tras un monstruoso combate, Lumiere derrota al Monstruo Licht, convirtiéndolo en un esqueleto que luego formaría parte del paisaje de la región de Hage, donde se criaron Asta y Yuno.
Cinco siglos después, Licht es reanimado parcialmente en un nuevo cuerpo gracias a la magia prohibida invocada por Patry, y recibió un nuevo Grimorio del Trébol de 4 hojas. Se enfrenta temporalmente a Asta y sus aliados, en donde recupera su espada Shukuma (Matademonios) y descubre que el Grimorio del Trébol de 5 hojas ahora esta en poder de Asta. Permanece en suspensión hasta que siente el poder maligno del Demonio Zagred, uniéndose a Asta, Yuno y Patry. Sin poder derrotar al malvado Demonio, llegan como refuerzos Lumiere y Sekre. Esta última completa la resurrección de Licht, el cual ya puede usar todo su poder. En un despliegue de velocidad y poder, Licht y Lumiere enfrentan al Demonio, que se las ingenia para sobrevivir a los devastadores ataques. Notando el efecto de la Antimagia de Asta en el Demonio, Licht y Lumiere cambian de estrategia al conectarse con los guerreros poseídos por elfos para canalizar el Maná de luz y repeler la magia demoníaca, para que Asta y Yuno derroten al Demonio. Asciende a los cielos por la magia que él combina con William y Asta, dejando su cuerpo mortal, el cual luego recibe el alma de Patry.
Tetia Silvamillion Clover (テティア?)
Edad: ? - Raza: humana - Elemento mágico: viento
Hermana menor de Lumiere y esposa de Licht. Su hermano los apoyaba como pareja, pero los reyes y altos consejos del Reino del Trébol los repudiaban. Al igual que su hermano, buscaba la convivencia pacífica entre humanos y elfos, además de poder vivir feliz al lado de Licht. Muere en el genocidio elfo tiempo después de dar a luz, provocando la desesperación de Licht. Su elemento mágico era el viento.
Licita (リシタ?)
Edad: ? - Raza: humana - Elemento mágico: compresión/absorción mágica (por maldición)
Licita era la madre de Asta, y la madre adoptiva del demonio Liebe, el cual recibió este nombre de ella. De una personalidad muy similar a la de su hijo biológico, era usuaria de magia de Compresión, que le permitía sellar objetos no mágicos dentro de recipientes. Además, sufría la maldición de absorción mágica al igual que Henry, por lo que para prevenir problemas con la gente, se recluyó en el medio del campo, abandonando a Asta en el proceso. Un día, encontró malherido a Liebe, por lo cual decide cuidarlo y adoptarlo, ya que Liebe no poseía poder mágico para absorber, dándole el cariño que no obtuvo en el reino demoníaco. Es asesinada por Lucifero, al haber encontrado este a Liebe sin haber hecho un pacto de posesión, sin embargo, antes de morir, absorbió poder del demonio invasor y lo obligó a huir, y sello a Liebe en un grimorio abandonado que ella encontró, el cual resultó ser el antiguo de Licht y actual de Asta.

### Demonios
Los demonios (悪魔族 Akuma Zoku?) son seres de una dimensión oscura, sin cuerpo tangible, aunque pueden adoptar diversas formas. Habitan en su mayoría en el Reino Demoníaco, y los pocos que lograron escapar al mundo humano viven como posesiones de algunos sujetos.
Zagred (ザグレド?)
Edad: Desconocida - Raza: demonio - Elemento mágico: palabras
Zagred, un demonio de estatus muy alto en su dimensión, logró salir del Reino Demoníaco hace más de 500 años y planeo muchas formas de conseguir un cuerpo físico junto con un grimorio, provocó la crisis del genocidio elfo. Influyó en las altas cortes del Reino del Trébol para que los humanos extingan a los elfos, luego convirtió al agonizante líder elfo Licht en un gigantesco monstruo que sembraba destrucción que fue derrotado por Lumiere, el objetivo principal del demonio era el grimorio del trébol de 4 hojas de Licht, que al convertirse en monstruo pasó a tener un trébol de 5 hojas. Al ver que Licht no se corrompió totalmente, salvando su grimorio, el demonio influyó negativamente en el otro sobreviviente del genocidio, Patry, para usar magia prohibida y poder reencarnarse.
En el presente, Zagred se infiltró en el cuerpo de uno de los miembros de Ojo de la Noche Blanca, observando como Patry cumplía sus objetivos. Cuando Rhya toma la última gema élfica de manos de Yuno, este detecta la presencia de alguien oscuro dentro del miembro que se revela como el demonio y lo hiere gravemente ante la mirada horrorizada de Patry. El demonio lo tortura para que entre en desesperación y toma su grimorio, transformándolo en uno de 5 hojas. Con una forma corpórea gracias al grimorio, el demonio busca abrir la puerta hacia el otro mundo para llenar la Tierra de oscuridad. Sin embargo, es abordado nuevamente por Asta, Yuno y un recuperado Patry. Los tres no son rivales para el demonio, el cual llena el lugar de magia demoníaca. Al percibir esta magia, Licht, Lumiere y Sekre llegan al recinto, pero los esfuerzos individuales son inútiles. Asta y Yuno usan su máximo poder mientras Licht y Lumiere disipan la magia demoníaca. El demonio resiste el ataque de Asta pero queda debilitado; oportunamente, Yami acierta su Corte dimensional desde otra de las recámaras del lugar, exponiendo el corazón del demonio, para que Asta, potenciado por Sekre, lo destruya definitivamente.
Liebe (リーベ?)
Seiyū: Kenichiro Matsuda (forma gigante), Nobuhiko Okamoto (forma verdadera)
Edad: desconocida - Raza: demonio - Elemento mágico: ninguno/antimagia (adquirido)
Demonio de la clase más baja entre los demonios, al haber nacido sin poder mágico como Asta. Era constantemente atormentado por los demonios superiores hasta que un demonio, uno de los más poderosos, lo arrojó hacia la puerta dimensional con el mundo humano. Al no tener magia, Liebe pudo atravesar la puerta sin problemas. Una vez en el mundo humano, Liebe era atacado y discriminado por su condición de demonio, pero es rescatado por Licita, quien lo cura y adopta como su hijo del corazón, dándole su nombre. Cuando Licita es atacada por Lucifero, Liebe es inmovilizado hasta que el demonio mayor escapa, Con sus últimas fuerzas, Lícita sella a Liebe en un grimorio misterioso de 5 hojas para que sobreviva. Dentro del grimorio, Liebe aprovecha el poder heredado de Licht y desarrolla la antimagia debido a su condición de haber nacido sin poder mágico. Cuando el grimorio cae en poder de Asta, Liebe es quien impregna las espadas de Licht con su antimagia, y luego, gracias al hechizo de desbloqueo de la Reina Bruja, Liebe logra hacerse sensible en el cuerpo de Asta, dándole su forma parcialmente poseída (Asta forma negra) y luego pudiéndose comunicar con él para darle más poder.
Liebe regresa a su forma corpórea gracias a Nacht, para que él y Asta hagan el pacto de posesión, que al final termina siendo pacto de cooperación debido a que Asta quería ser amigo de Liebe, aceptando éste al reconocerlo como el hijo biológico de Licita.

### País Hino
Conocido también como Tierra del Sol, es la patria lejana de Yami Sukehiro. Actualmente está gobernado por el shogun Ryudo Ryuya.
Yami Ichika (夜見一花?)
Edad: 24 - Raza: humano - Elemento mágico: oscuridad
Es una de los Siete Ryuzen del País Hino y la hermana menor de Yami Sukehiro, también usuaria de magia oscura. Al igual que su hermano mayor, Ichika tiene un comportamiento demasiado serio y amenazante y, a menudo, recurre a la violencia física para demostrar algo. Odia a su hermano porque supuestamente fue el que asesinó a todo el clan Yami. Ella es muy devota al shogun Ryudo Ryuya y no tolera a aquellos que le falten el respeto. Ichika puede manipular su propio ki, aumentándolo para mejorar sus habilidades físicas, como aumentar su fuerza y velocidad. Durante su enfrentamiento contra los paladines enviados por Lucius, Ichika tiene una visión del pasado, donde se revela que ella fue la que asesinó a todo su clan, ya que su padre la obligó a tomar una píldora que la hizo perder el control. Después de que Asta derrotara a los paladines y al dragón de cinco cabezas, Ichika se disculpa ante él, por lo que su odio hacia su hermano desapareció por completo.
Ryudo Ryuya (龍頭龍彌?)
Edad: desconocida - Raza: humano - Elemento mágico: ninguno/extrapercepcion (por habilidad)
Es el shogun del País Hino y amigo de la infancia de Yami Sukehiro. Ryuya parece ser una persona muy tranquila, y en realidad no le importa que se dirijan a él con tanta indiferencia. También se preocupa por los ciudadanos de su país y ayuda a protegerlos de cualquier manera, a pesar de ser otro de los pocos humanos nacidos sin magia. Él posee una habilidad llamada Tengentsū en su ojo derecho, que le permite percibir todo lo que sucede en ese momento. También puede leer los pensamientos y recuerdos de las personas, así como medir su fuerza.
Hanegatsuji Jozo (刎ヶ辻浄蔵?)
Edad: desconocida - Raza: humano - Elemento mágico: desconocido
Es uno de los Siete Ryuzen del País Hino. Jozo es un hombre esbelto cuya apariencia se oculta debajo de su máscara y ropa de color oscuro. Es una persona adusta que se toma en serio su papel de ninja, prefiriendo el sigilo a la ostentación y el estruendo de sus camaradas.
O'oka Daizaemon (大岡大左衛門?)
Edad: desconocida - Raza: humano - Elemento mágico: desconocido
Es uno de los Siete Ryuzen del País Hino. Daizaemon es un hombre corpulento de complexión ancha y cabeza rapada. Es bullicioso, ya que a menudo grita y ríe a carcajadas. A pesar de su apariencia de monje, es dado a tener pensamientos pervertidos.
Imari Komari (伊万里小鞠?)
Edad: desconocida - Raza: humano - Elemento mágico: desconocido
Es una de los Siete Ryuzen del País Hino. Una chica ninja de piel bronceada que luce un traje llamativo. Komari es enérgica y desea animar la actitud de cada situación, así como la de todo el país. Se refiere a los demás por los apodos que les ha dado. La apariencia de Komari se basa en la subcultura de la moda gal.

### Otros personajes
Conrad Leto (コンラート・レト?)
Voz por: Toshihiko Seki
Edad: 35 años - Raza: humano - Elemento mágico: llave
Fue el vigésimo séptimo Rey Mago de los Caballeros Mágicos del Reino del Trébol y principal antagonista de la película Black Clover: Sword of the Wizard King. Como predecesor de Julius Novachrono, Conrad Leto fue respetado y amado por los ciudadanos del Reino Clover hasta que repentinamente se rebeló contra su nación. A pesar de haber nacido en una familia noble, su magia que consiste en robar magia por medio de llaves, hizo que fuera rechazado por los que lo rodeaban. Aun así, Conrad trabajó duro para obtener un mayor control sobre su magia, lo que le valió convertirse en Caballero Mágico y líder de su propio escuadrón "Serpiente Blanca" con Lovilia como su vice-capitana y esposa. Más tarde, sus logros serían reconocidos por todos en el reino, y luego fue coronado como el 27.º Rey Mago, donde se ganó el respeto de aquellos que lo habían rechazado anteriormente. Sin embargo, una facción de miembros de la realeza que odiaba a Conrad, llevó a "Serpiente Blanca" caer en una trampa durante una misión, lo que ocasionó la muerte de todo el escuadrón, incluyendo Lovilia. Conrad, angustiado y enojado, decidió tomar el asunto en sus propias manos y arreglar la corrupción construyendo un nuevo país sin los prejuicios y la discriminación que enfrentó durante su infancia. Pero sus esfuerzos fracasaron porque la realeza, los nobles y los políticos continuaron arruinando el sueño de Conrad de cambiar la sociedad. Los resentimientos de Conrad lo llevan a la conclusión de que la única forma de cambiar verdaderamente el país era reconstruirlo, por lo que robó el tesoro nacional del reino, la Espada Imperial Elsdocia y comenzó a planear una rebelión. Sin embargo, este plan fue interrumpido, ya que luchó contra Julius en un intento de usar la Espada del Primer Rey Mago para destruir todo el reino durante su rebelión, pero fue sellado por la Magia del Tiempo de Julius junto con la Espada. Diez años después, cuando el elfo Patry hirió de muerte a Julius, el sello desapareció, lo que provocó el regreso de Conrad después de tantos años de estar atrapado. Usando la espada y su magia, revivió a Princia Funnybunny, Jester Garandros y Edward Avalaché para reanudar su plan. 
Princia Funnybunny (プリンシア・ファニーバニー?)
Voz por: Miyuki Sawashiro
Edad: 22 años - Raza: humano - Elemento mágico: legión
Fue la undécima Reina Mago de los Caballeros Mágicos del Reino del Trébol y una antagonista de la película Black Clover: Sword of the Wizard King. Una mujer seria y orgullosa, busca un mundo donde nadie oprima ni sea oprimido. Sin embargo, bajo su personalidad noble hay una guerrera hambrienta de batalla que disfruta de la emoción de la batalla, similar a Mereoleona. Como la hija mayor de una familia noble caída, Princia vivía con su familia, que quería llevar una vida pacífica en la tierra que aún poseía. Sin embargo, un grupo de miembros de la realeza egoístas y codiciosos tomó posesión de las tierras de la familia. Bajo constante acoso, Princia decidió luchar por su familia y el resto de las personas oprimidas por estos miembros de la realeza. Esto la llevó a ser explorada por el escuadrón de caballeros mágicos Rosa Azul, quienes la convirtieron en miembro después de que recibió su grimorio. Con su poderosa Magia de Legión, la fama de Princia como caballero mágico creció, ya que quedó invicta en cada batalla que peleó, y su fama creció hasta el punto de que la realeza la convirtió en la 11.º Reina Mago para fortalecer su propia influencia. Durante la Guerra contra el Reino del Diamante, Princia desempeñó un papel integral en el campo de batalla, ya que ella sola mantuvo a raya a la mayoría de las fuerzas enemigas hasta el punto de llegar a un punto muerto, ayudando efectivamente en la victoria general del Reino del Trébol. Sin embargo, hacia el final de la guerra, la gente de su tierra fue tomada como rehén, incluida su familia. Los generales, sin embargo, le ocultaron esto a Princia hasta que terminó la guerra, ya que no querían que ella abandonara el frente, lo que la llevó a no volver a ver a su familia o seres queridos. Después de que terminara la guerra, Princia finalmente se enteraría de esto y se consumiría de ira hacia todos los involucrados en encubrirlo. Antes de que pudiera tomar represalias, fue despojada de su título de Reina Mago e incluso encarcelada, y su magia también fue sellada. Durante su encarcelamiento, los bandidos atacaron la aldea donde estaba encarcelada y, a pesar de que su magia fue sellada, luchó contra los bandidos, sacrificando su vida en el proceso, muriendo antes de poder vengar a sus seres queridos y deshacerse de sus opresores. Siglos después, el vigésimo séptimo Rey Mago, Conrad Leto, con el poder combinado de su llave mágica y la espada de Elsdocia, devolvió la vida a Princia junto con Edward Avalaché y Jester Garandros para ayudarlo a vengarse del Reino del trébol, y prometió todos ellos que juntos harían un reino nuevo y mejor.
Jester Garandros (ジェスター・ガランドロス?)
Voz por: Fumiya Takahashi
Edad: 23 años - Raza: humano - Elemento mágico: barrera
Edward Avalaché (エドワード・アバーラシェ?)
Voz por: Hōchū Ōtsuka
Edad: 66 años - Raza: humano - Elemento mágico: hielo

## Producción
El autor de manga Yūki Tabata comenzó en la industria del manga a la edad de 20 años y trabajó como asistente durante siete años antes de que su one-shot Hungry Joker de ciencia ficción se serializara brevemente en la revista Weekly Shōnen Jump de Shueisha. Tabata consideró este manga como un fracaso que atribuyó en gran medida a su personaje principal tranquilo y de naturaleza oscura, que era muy diferente al propio autor. Después de su cancelación, sus amigos le aconsejaron que desarrollara un protagonista enérgico y despreocupado que se pareciera más a Tabata y comenzó a trabajar en el one-shot de fantasía para Black Clover. Después de su publicación, se le asignó un nuevo editor (Tatsuhiko Katayama) y Shueisha retomó la serie para su serialización completa.
El proceso de producción semanal de Black Clover implicó que Tabata consultara con Katayama durante los primeros días sobre las miniaturas del capítulo y luego pasara los días restantes componiendo el arte real. Tabata se acreditó a sí mismo por idear un borrador y un final para el capítulo, mientras que Katayama lo ayudó a completar su contenido y hacer las correcciones. Al principio de la serie, el artista afirmó que solo dormía un promedio de tres horas por noche debido al estrés, pero después de que comenzó a transmitirse la adaptación al anime de Black Clover, pudo aumentar esto a seis horas por noche. A partir de al menos el séptimo volumen de Black Clover, no utilizó herramientas digitales en su dibujo, optando por el entintado "analógico" tradicional y el tono a mano. Tabata se mantuvo motivado durante la larga duración del manga debido a que sus lectores esperaban con ansias el capítulo de cada semana. A pesar del ritmo acelerado de la mayoría de los capítulos, el autor expresó su deseo de crear ocasionalmente historias más lentas pero igualmente satisfactorias. La serie seinen de fantasía oscura Berserk de Kentaro Miura fue una gran influencia en Tabata. Quería crear un equivalente shōnen de Berserk mientras también se inspiraba en otras propiedades de fantasía como Dragon Quest: Las aventuras de Fly, El señor de los anillos, Harry Potter y las películas de Guillermo del Toro. Tabata declaró no ser un gran fanático de los videojuegos de rol de fantasía como Dragon Quest o Final Fantasy y usó las pocas películas de fantasía que vio como material de referencia. Para darle al mundo de Black Clover un aspecto europeo, Tabata investigó libros de fotografías para escenarios y ubicaciones y documentó varias armas, ropa y edificios.
Tabata dijo que disfrutó tanto escribiendo el guion del manga como ilustrando sus escenas de batalla, particularmente magnificando los movimientos de sus personajes y haciendo que la acción sea más dinámica. Para este último aspecto, tomó ideas del manga de lucha shōnen Dragon Ball de Akira Toriyama. Tabata contó que se inspiró para convertirse en artista de manga después de ver la serie de anime Dragon Ball Z cuando era niño y luego se enteró de que era una adaptación del trabajo de Toriyama. Dijo que también era fanático de otras series shōnen, como YuYu Hakusho de Yoshihiro Togashi y Bleach de Tite Kubo. Tabata deseaba crear un elenco diverso de personajes arquetípicos con atributos opuestos. Modeló los personajes Asta y Charmy Pappitson a partir de él y su esposa, respectivamente. Admitió en el cuarto volumen del manga que Charmy era su personaje favorito para dibujar. Eligió los nombres de los personajes buscando palabras que encontró interesantes en diccionarios de varios idiomas. Descubrió que un aspecto importante del diseño de personajes en Black Clover era darles rasgos que los hicieran fáciles de recordar para el lector. También quería "sentirse bien" dibujándolos, revisaba los personajes si se sentía frustrado y se esforzaba por mejorar el equilibrio de la atención que cada uno recibe durante el transcurso de la historia. Una vez que se crearon los personajes, Tabata decidió sus habilidades mágicas en función de sus personalidades y cualquier magia que encajara con los eventos actuales de la trama.

## Terminología

### Relacionado con la magia
Magia
Capacidad de manipular el maná en forma de hechizos. La magia se alimenta de maná en los cuerpos de los seres vivos. Esta energía es naturalmente existente y fluye en el medio ambiente y dentro de todos. Debido a esto, es bien sabido que todos pueden usar magia hasta cierto punto. Al mismo tiempo, las personas que no poseen maná y no pueden usar magia son algo poco común. Hay diferentes formas de hechizos:
- La Anti-Magia (アンチ魔法 Anti Mahō?). Forma de energía opuesta a la magia que es capaz de anular otras formas de magia. Parece derivarse de un ser conectado al grimorio de Asta (Liebe). Para explotarla en todo su potencial, se necesitan herramientas específicas, que se guardan en el grimorio. Como antimagia, se opone naturalmente a todo maná y magia, por lo que solo alguien sin poder mágico alguno puede usarla.
- La Magia de creación (創成魔法 Sōsei Mahō?). Forma de magia que permite a los usuarios crear diversas entidades, desde seres vivos hasta objetos inanimados, aprovechando sus afinidades elementales. Los hechizos con ella requieren que se active un grimorio. Las creaciones están compuestas de maná, por lo que desaparecen si el usuario carece de fuerzas.
- La Magia compuesta (複合魔法 Fukugō Mahō?). Combinación de múltiples hechizos para crear uno solo más poderoso.
- La Magia de curación (回復 魔法 Kaifuku Mahō?). Forma de magia que permite al usuario tratarse a sí mismo o a los demás. Se desconoce todo su potencial, pero se ha demostrado que un hechizo de curación de alto nivel puede curar heridas críticas, como una herida por arma blanca. Además, la magia curativa se puede incorporar con varios atributos y explotar sus propiedades únicas.
- La Magia de maldición (呪詛魔法 Juso Mahō?). Ejerce un efecto de maldición parcial o permanente sobre una persona atacada.
- La Mejora mágica (強化魔法 Kyoka Mahō?). Permite a los usuarios aumentar sus habilidades físicas, como fuerza, resistencia y velocidad, usando maná. Los entornos con concentraciones fuertes y salvajes de maná, como las Grandes Zonas Mágicas y las mazmorras, dificultan el mantenimiento de la técnica porque el revestimiento debe adaptarse constantemente al cambio de maná.
- La Magia de restricción (拘束魔法 Kōsoku Mahō?). Magia que permite inmovilizar a otras personas. Se puede incorporar con varios atributos basados en la afinidad elemental de los usuarios. Los tipos y las formas de restricción que los usuarios pueden manifestar varían desde cuerdas que podrían vincularse a un espacio cerrado donde pueden ser aprisionadas.
- La Magia espiritual (精霊魔法 Seirei Mahō?) es una forma muy rara de magia que permite evocar espíritus especialmente poderosos para aumentar su poder. Actualmente se conocen la magia de Salamander, vinculada al fuego y propiedad de Fuegoleon Vermillion, Sylph, vinculada al viento y propiedad de Yuno y por último Undine, vinculada al viento y propiedad de Loropechika
- La Magia de Trampas (罠魔法 Wana Mahō?) puede engañar a todo un equipo de magos y se activa bajo ciertas restricciones.

Grimorio
Un grimorio (魔導書?) es el libro en el que están todos los hechizos conocidos por el propietario. Cada mago tiene uno personal. Una vez al año en varias partes del reino, se lleva a cabo la Ceremonia de Aceptación de Grimorios en la que cada participante es elegido por un grimorio en función de sus habilidades mágicas y afinidad elemental. El único que no lo consigue será Asta, porque carece de magia. Para participar se debe tener al menos 15 años. Cuanto más crece el propietario de un grimorio, más encantamientos nuevos se registran en el libro. Si el usuario de un grimorio está muriendo, el objeto comienza a pulverizarse hasta desaparecer.
Mago
Por mago (魔道士 Madō-shi?) se refiere a aquella persona que usa magia y posee un grimorio.
Cada persona tiene su propio maná relacionado con un solo elemento (agua, tierra, fuego, viento, luz y oscuridad) y sus derivados (por ejemplo, hielo para agua o humo para fuego); entonces solo puede usar hechizos de ese tipo.
Maná
El maná (魔?) es una forma de energía que existe en la naturaleza y en los seres humanos; gracias a eso se puede usar magia. En la naturaleza, la densidad del maná puede ser diferente de un lugar a otro. La cantidad de maná de un mago tiene una enorme importancia, porque determina su fuerza fundamental. Cuando un mago tiene una gran cantidad de maná, cualquier tarea que implique el uso de la magia se vuelve más fácil. Además, los magos con una gran cantidad de maná tienen una mayor probabilidad de acceder a hechizos de alto nivel que los magos con una baja cantidad de maná.
Mazmorra
La Mazmorra (魔宮 Dungeon?) es un laberinto donde el Reino del Trébol y el del Diamante litigan por el control de los tesoros que contiene. Aquí Asta obtendrá su segunda espada y Yuno la magia de los espíritus para convocar a Sylph. Además de ello, guarda numerosas reliquias mágicas y herramientas poderosas de magias arcanas. Se encontraba resguardada por numerosas trampas mágicas.

### Relacionado con el Reino del Trébol

#### Rey Mago
El Rey Mago (魔法帝 Mahō tei -Emperador Mago-?) es el cargo más alto al que puede aspirar un caballero mágico, elegido por las casas reales en base a los logros que éste haya cosechado, y el sentido de justicia y liderazgo que posea. El Rey Mago es una especie de comandante en jefe de las fuerzas de defensa del reino, y se ocupa de la capacitación, organización y estrategia del resto de los caballeros mágicos. El primer Rey Mago de la historia fue Lumiere Silvamillion Clover, otorgado por su constante investigación mágica y por fomentar la paz con otras razas. El último Rey Mago era Julius Novachrono, el 28.º luego de Lumiere, pero a pesar de haber sobrevivido a la conspiración del grupo "Ojos de la Noche Blanca", lo hizo a costa de su edad, por lo que se mantiene oculto para no inquietar a la población.

#### Caballeros mágicos
Los Caballeros Mágicos (魔法騎士団 Mahō Kishi-dan?) son la orden militar del Reino de Trébol y su comandante es el Rey Mago. La tarea de los caballeros magos es proteger el reino y el gobernante; la elección de los magos más prometedores a través de las pruebas de caballería (魔法騎士団入団試験 Mahou Kishi-dan Nyūdan Shiken?). Cuando se analizan para determinar la habilidad de los participantes en varias pruebas (desde vuelo en escoba hasta combate). Debido a los deberes de los Caballeros Mágicos, que se centran en las misiones basadas en el combate, los miembros de la organización deben poseer una gran cantidad de poder mágico y deben estar bien entrenados en combate.
Por lo tanto, la composición y la dirección de los caballeros magos son conformados por nobles por puro pretexto del Reino de trébol, porque son los que más a menudo dan a luz a los magos con altos poderes mágicos y talentos. Sin embargo, este hecho no impide que los ciudadanos comunes ingresen a la organización. Cada caballero mágico recibe un salario y si se distingue en una misión puede recibir una estrella de mérito que hará que él y su equipo se eleven.
Grados
Los grados (等級 tōkyū?) de los caballeros mágicos en el reino del Trébol son: Gran Caballero Mágico (大魔法騎士 Dai Mahō Kishi?), Caballero Mágico de grado superior (上級魔法騎士 Jōkyū Mahō Kishi?), Caballero Mágico de grado Intermedio (中級魔法騎士 Chūkyū mahō kishi?) y Caballero Mágico de grado inferior. (下級魔法騎士 Kakyū mahō kishi?); los tres grados inferiores se dividen en 5 niveles. Si se adquiere estrellas antes de la ceremonia de condecoración anual, el Rey Mago le otorgará un ascenso de rango.
Caballeros Reales
Los caballeros reales (王撰騎士団 Ō-sen kishi-dan?) son un grupo de Caballeros mágicos de élite que se congregaron para atacar la guarida de los miembros de los Ojos de la noche blanca.

#### Familias reales
Las Familias reales, o la Nobleza (貴族?), son las casas que gobiernan e influyen en el Reino, incluyendo designar a los Reyes Magos. La principal casa era la Silvamillion Clover (Trébol), que le da el nombre al territorio, la cual gobernó por más de 500 años y a la cual pertenecía el primer Rey Mago. Con el paso del tiempo, esta casa se separó en las familias Clover, Silva y Vermillion, siendo las tres más importantes. Otras casas oportunistas, como la Kira, de la cual desciende el actual Rey soberano, han logrado introducirse en la nobleza manteniéndose unidas a la casa Clover. También hay otras casas con menos poder pero influyentes igualmente, como la Vaude/Roulcase, y otras que con el tiempo fueron perdiendo poder (como la Boismortier) o directamente cerrándose, como la Adlai. 

### Otros
Ki
El Ki (氣?) es la energía corporal que cada persona emite realizando las acciones más simples, como mirar o mover sus músculos. Se relaciona con la habilidad física del individuo y no con su habilidad mágica. Con esto, es posible sentir y predecir el movimiento del oponente, incluso sin tener poder mágico. Es posible sentir incluso la presencia mágica y también el estado psicológico de otras personas, sin embargo es una técnica conocida y desarrollada en los países del oriente mientras que en el continente, donde se ha valora más el poder mágico que los atributos físicos, es una técnica desconocida. Gracias a Yami, quien proviene del País del Sol, Asta pudo aprender a percibir el Ki y con ello compensar su incapacidad de sentir el poder mágico.

## Contenido de la obra

### Manga
Yūki Tabata lanzó Black Clover en la duodécima edición de la revista semanal Shōnen Jump de la editorial Shueisha el 16 de febrero de 2015. El manga es la segunda serie de Tabata en la Weekly Shōnen Jump: su primera serie, Hungry Joker (ハングリー ジョーカー?), fue lanzada en la revista el 12 de noviembre de 2012, donde se publicaron 24 capítulos antes de ser cancelado en 2013. Las versiones en español del manga las publica Norma Editorial, mientras que en México lo hace Editorial Panini con su sección Panini Manga y, recientemente, la Editorial Ivrea lo ha lanzado en Argentina.

#### Lista de volúmenes
| N.º | Título                                                                                                   | Fecha de lanzamiento    | ISBN original          | Fecha de lanzamiento en español | ISBN en español        |
| --- | --- | ----------------------- | ---------------------- | ------------------------------- | ---------------------- |
| 1   | «El juramento del muchacho» «Shōnen no Chikai» (少年の誓い?)                                             | 4 de junio de 2015      | ISBN 978-4-08-880416-3 | 30 de marzo de 2017             | ISBN 978-84-679-2656-9 |
| 2   | «Protectores» «Mamoru Mono» (護る者?)                                                                    | 4 de agosto de 2015     | ISBN 978-4-08-880452-1 | 26 de mayo de 2017              | ISBN 978-84-679-2657-6 |
| 3   | «Disturbios en la capital» «Ōto sōran» (王都騒乱?)                                                       | 3 de octubre de 2015    | ISBN 978-4-08-880489-7 | 26 de julio de 2017             | ISBN 978-84-679-2796-2 |
| 4   | «El rey león carmesí» «Guren no Shishiō» (紅蓮の獅子王?)                                                 | 4 de diciembre de 2015  | ISBN 978-4-08-880567-2 | 29 de septiembre de 2017        | ISBN 978-84-679-2797-9 |
| 5   | «Luz» «Hikari» (光?)                                                                                     | 4 de marzo de 2016      | ISBN 978-4-08-880630-3 | 5 de diciembre de 2017          | ISBN 978-84-679-2798-6 |
| 6   | «Un hombre que corta la muerte» «Shi o kiru otoko» (死を斬る男?)                                         | 2 de mayo de 2016       | ISBN 978-4-08-880672-3 | 23 de febrero de 2018           | ISBN 978-84-679-2998-0 |
| 7   | «La conferencia de los capitanes caballeros mágicos» «Mahō Kishi-dan Danchō Kaigi» (魔法騎士団団長会議?) | 4 de agosto de 2016     | ISBN 978-4-08-880751-5 | 25 de mayo de 2018              | ISBN 978-84-679-2999-7 |
| 8   | «Desesperación contra esperanza» «Zetsubō Bāsasu kibō» (絶望 VS 希望?)                                   | 4 de octubre de 2016    | ISBN 978-4-08-880792-8 | 27 de julio de 2018             | ISBN 978-84-679-3230-0 |
| 9   | «El escuadrón más fuerte» «Saikyō no Dan» (最強の団?)                                                    | 2 de diciembre de 2016  | ISBN 978-4-08-880823-9 | 28 de septiembre de 2018        | ISBN 978-84-679-3258-4 |
| 10  | «Decisión en el campo de batalla» «Senjō no Ketsudan» (戦場の決断?)                                      | 3 de marzo de 2017      | ISBN 978-4-08-881023-2 | 22 de febrero de 2019           | ISBN 978-84-679-3397-0 |
| 11  | «Es nada» «Nande mo nai» (何でも無い?)                                                                   | 2 de mayo de 2017       | ISBN 978-4-08-881073-7 | 5 de abril de 2019              | ISBN 978-84-679-3558-5 |
| 12  | «La melancolía de la dama de las espinas» «Ibara Otome no Yūutsu» (荊乙女の憂鬱?)                        | 4 de agosto de 2017     | ISBN 978-4-08-881192-5 | 26 de julio de 2019             | ISBN 978-84-679-3703-9 |
| 13  | «La prueba de selección de caballeros reales» «Ō sen kishi-dan senbatsu shiken» (王撰騎士団選抜試験?)    | 4 de octubre de 2017    | ISBN 978-4-08-881210-6 | 31 de octubre de 2019           | ISBN 978-84-679-3704-6 |
| 14  | «Chispas de oro y negras» «Kin to kuro no hibana» (金と黒の火花?)                                        | 4 de diciembre de 2017  | ISBN 978-4-08-881287-8 | 7 de febrero de 2020            | ISBN 978-84-679-4036-7 |
| 15  | «Ganador» «Shōsha» (勝者?)                                                                               | 2 de marzo de 2018      | ISBN 978-4-08-881358-5 | 6 de marzo de 2020              | ISBN 978-84-679-4037-4 |
| 16  | «Owari to Hajimari» (終わりと始まり?)                                                                    | 2 de mayo de 2018       | ISBN 978-4-08-881513-8 | 7 de agosto de 2020             | ISBN 978-84-679-4153-1 |
| 17  | «Metsubō ka Kyūkoku ka» (滅亡か救国か?)                                                                  | 3 de agosto de 2018     | ISBN 978-4-08-881567-1 | 16 de octubre de 2020           | ISBN 978-84-679-4154-8 |
| 18  | «Kuro no Bōgyū bakushin!!!» (黒の暴牛 爆進!!!?)                                                          | 2 de noviembre de 2018  | ISBN 978-4-08-881686-9 | 5 de marzo de 2021              | ISBN 978-84-679-4363-4 |
| 19  | «Kyōdai» (きょうだい?)                                                                                   | 4 de enero de 2019      | ISBN 978-4-08-881693-7 | 14 de mayo de 2021              | ISBN 978-84-679-4475-4 |
| 20  | «Koremade ikite kita imi» (これまで生きてきた意味?)                                                      | 4 de abril de 2019      | ISBN 978-4-08-881757-6 | 9 de julio de 2021              | ISBN 978-84-679-4476-1 |
| 21  | «500-nen mae no shinjitsu» (500年前の真実?)                                                              | 4 de julio de 2019      | ISBN 978-4-08-881840-5 | 3 de septiembre de 2021         | ISBN 978-84-679-4641-3 |
| 22  | «Yoake» (日の出?)                                                                                        | 4 de octubre de 2019    | ISBN 978-4-08-882049-1 | 10 de diciembre de 2021         | ISBN 978-84-679-4817-2 |
| 23  | «Makuroke kke» (真っ黒けっけ?)                                                                           | 4 de enero de 2020      | ISBN 978-4-08-882049-1 | 25 de febrero de 2022           | ISBN 978-84-679-4973-5 |
| 24  | «Kibō to zetsubō no makuake» (希望と絶望の幕開け?)                                                       | 3 de abril de 2020      | ISBN 978-4-08-882254-9 | 29 de abril de 2022             | ISBN 978-84-679-4974-2 |
| 25  | «Ningen to aku» (人間と悪?)                                                                              | 3 de julio de 2020      | ISBN 978-4-08-882346-1 | 27 de mayo de 2022              | ISBN 978-84-679-4975-9 |
| 26  | «Kuro no chikai» (黒の誓い?)                                                                             | 2 de octubre de 2020    | ISBN 978-4-08-882422-2 | 23 de junio de 2022             | ISBN 978-84-679-4976-6 |
| 27  | «Jūma no gi» (従魔の儀?)                                                                                 | 4 de enero de 2021      | ISBN 978-4-08-882422-2 | 29 de julio de 2022             | ISBN 978-84-679-4977-3 |
| 28  | «Kaisen» (開戦?)                                                                                         | 2 de abril de 2021      | ISBN 978-4-08-882590-8 | 26 de agosto de 2022            | ISBN 978-84-679-5728-0 |
| 29  | «Asa ga konai yoru» (朝が来ない夜?)                                                                      | 2 de julio de 2021      | ISBN 978-4-08-882712-4 | 25 de noviembre de 2022         | ISBN 978-84-679-5729-7 |
| 30  | «Fukuin» (福音?)                                                                                         | 4 de octubre de 2021    | ISBN 978-4-08-882795-7 | 13 de enero de 2023             | ISBN 978-84-679-5908-6 |
| 31  | «Seija no kōshin» (正邪の恒心?)                                                                          | 4 de enero de 2022      | ISBN 978-4-08-882878-7 | 31 de marzo de 2023             | ISBN 978-84-679-5909-3 |
| 32  | «Iiwake» (言い訳?)                                                                                       | 4 de abril de 2022      | ISBN 978-4-08-883071-1 | 12 de mayo de 2023              | ISBN 978-84-679-5910-9 |
| 33  | «Saishū Sengen» (最後の敵?)                                                                              | 4 de noviembre de 2022  | ISBN 978-4-08-883195-4 | 4 de agosto de 2023             | ISBN 978-84-679-6345-8 |
| 34  | «Yoru o Miru» (夜を見る?)                                                                                | 3 de marzo de 2023      | ISBN 978-4-08-883410-8 | 10 de noviembre de 2023         | ISBN 978-84-6796-346-5 |
| 35  | «Appare» (天晴れ?)                                                                                       | 2 de junio de 2023      | ISBN 978-4-08-883557-0 | 5 de julio de 2024              | ISBN 978-84-6796-738-8 |
| 36  | «Kuroi Kizuna» (黒い絆?)                                                                                 | 2 de febrero de 2024    | ISBN 978-4-08-883665-2 | 5 de diciembre de 2024          | ISBN 978-84-6797-240-5 |
| 37  | | 4 de septiembre de 2025 | ISBN 978-4-08-884682-8 | —                               | —                      |

### Novelas
Se publicaron dos novelas cortas, de parte de JUMP j Books (perteneciente a Shueisha) tienen como coautores a Yūki Tabata y Johny Atsuda e ilustrados por Yūki Tabata.

#### Lista de novelas
| N.º | Título | Fecha de lanzamiento | ISBN original           |
| --- | --- | -------------------- | ----------------------- |
| 1   | «Black Clover: El libro de los toros» «Burakku Kurōbā Bogyū no Sho» (ブラッククローバー 暴牛の書?)                         | 4 de agosto de 2016  | ISBN 978-4-08-703400-4  |
| 2   | «Black Clover: El libro de las órdenes (de caballería)» «Burakku Kurōbā Kishi-dan no Sho» (ブラッククローバー 騎士団の書?) | 4 de octubre de 2017 | ISBN 978-4-08-703429-5} |

### Anime
Una OVA producida por Xebec basada en la serie se mostró en el Jump Festa de 2016 entre el 27 de noviembre y el 18 de diciembre de 2016 Se incluyó en el decimoprimer volumen del manga, que fue lanzado el 2 de mayo de 2017. El tema de cierre se tituló "Dream On", interpretado por la banda Angela. Ese día también se concluyó que la edad más adaptada para ver el anime son 11 años. Un niño podría ver Black Clover acompañado de un adulto para evitar falsas sensaciones, ya que el anime está adaptado para no tener escenas traumáticas.
En el evento Black Clover Jump Festa, realizado el 18 de diciembre de 2016, se anunció una adaptación al anime de parte del estudio Pierrot. Está dirigido por Tatsuya Yoshihara, con guiones de escritura de Kazuyuki Fudeyasu, diseños de personajes por Itsuko Takeda y Minako Seki componiendo la música. El anime se estrenó el 3 de octubre de 2017.
En los episodios de 1 al 13, la agrupación Kankaku Pierrot interpretó el tema de apertura, "Haruka Mirai" (ハルカミライ?  lit.: Futuro distante), mientras que el tema de cierre fue "Aoi Honō" (蒼い炎?  lit.: Llama azul) interpretado por Itowokashi. De los episodios 14 al 27, el tema de apertura es "PAiNT it BLACK" (lit.: Pintar sobre negro) por BiSH y el tema de cierre es "Amazing Dreams" (lit.: Sueños increíbles) por SWANKY DANK. De los episodios 28 al 39, el tema de apertura es "Black Rover"(lit.: "Vagabundo negro") por Vickeblanka, y el tema de cierre es "Black to the Dreamlight" (lit.: "Negro en luces de ensueño") por la banda EMPiRE. De los episodios 40 al 51, el tema de apertura es "Guess Who Is Back" (lit.: "Adivina quién ha vuelto") por Koda Kumi, y el tema de cierre es "Four" (lit.: "Cuatro") por la banda FAKY. A partir del episodio 52, el tema de apertura es "Gamushara" (lit.: "Perezoso") por Miyuna, y el tema de cierre es "Tenjō Tenge" (lit.: "Cielo y tierra") por Miyuna.
La serie inicialmente estuvo programada para transmitir 13 episodios, pero luego se amplió a 51. El anime terminó el 30 de marzo del 2021 con la transmisión del capítulo 170 y se anunció la producción de una película. Los capítulos están en Crunchyroll.
En julio de 2025, en la Anime Expo, se anunció que la serie recibirá una segunda temporada, que también será producida por Pierrot.

#### BD / DVD
| Volumen | Fecha de lanzamiento     | Episodios | Catálogo n.º  | Catálogo n.º |
| Volumen | Fecha de lanzamiento     | Episodios | BD            | DVD          |
| ------- | ------------------------ | --------- | ------------- | ------------ |
| I       | 23 de febrero de 2018    | 1 - 10    | EYXA-11775/6  | EYBA-11764/5 |
| II      | 25 de mayo de 2018       | 11 - 19   | EYXA-11777/8  | EYBA-11766/7 |
| III     | 27 de julio de 2018      | 20 - 29   | EYXA-11779/80 | EYBA-11768/9 |
| IV      | 26 de octubre de 2018    | 30 - 39   | EYXA-11781/2  | EYBA-11770/1 |
| V       | 25 de enero de 2019      | 40 - 51   | EYXA-11783/5  | EYBA-11772/4 |
| VI      | 26 de abril de 2019      | 52 - 63   | EYXA-12483/5  | EYBA-12471/3 |
| VII     | 26 de julio de 2019      | 64 - 72   | EYXA-12486/7  | EYBA-12474/5 |
| VIII    | 27 de septiembre de 2019 | 73 - 83   | EYXA-12488/9  | EYBA-12476/7 |
| IX      | 29 de noviembre de 2019  | 84 - 90   | EYXA-12490/1  | EYBA-12478/9 |
| X       | 31 de enero de 2020      | 91 - 102  | EYXA-12492/4  | EYBA-12480/2 |
| XI      | 24 de abril de 2020      | 103 - 112 | EYXA12916/7   | EYBA-12483/5 |
| XII     | 31 de julio de 2020      | 113 - 120 | EYXA-12918/9  | EYBA-12906/7 |
| XIII    | 25 de septiembre de 2020 | 121 - 129 | EYXA-12920/1  | EYBA-12908/9 |
| XIV     | 27 de noviembre de 2020  | 130 - 141 | EYXA-12922/4  | EYBA-12910/2 |

### Película
El 28 de marzo de 2021, se anunció que la serie recibiría una película de anime, y los detalles se revelarán en una fecha posterior. Más tarde se anunció que el título de la película es Black Clover: Sword of the Wizard King. Será dirigida por Ayataka Tanemura, con el guion escrito por Johnny Onda y Ai Orii, los diseños de personajes de Itsuko Takeda y la música de Minako Seki. Tabata también supervisará la película y proporcionará los diseños de personajes originales. La película originalmente estaba programada para estrenarse simultáneamente en los cines japoneses e internacionalmente en Netflix el 31 de marzo de 2023, pero luego se retrasó hasta el 16 de junio del mismo año debido a la pandemia de COVID-19 que afectó su producción. Treasure interpretará el tema principal "Here I Stand".

### Videojuegos
Durante el corte comercial del episodio 10 del anime, se anunció un videojuego titulado Black Clover: Project Knights, el juego que Bandai Namco lanzará para PlayStation 4 en Japón. Posteriormente, en el Jump Festa de 2017, se anunció que será un juego de disparos en tercera persona, llamado Black Clover: Quarter Knights, fue anunciado para un lanzamiento multiregional en 2018 para PlayStation 4, PC (vía Steam), y Xbox One.
El 22 de abril de 2018, se anunció un juego móvil llamado Black Clover: Phantom Knights (ブラッククローバー 夢幻の騎士団 Burakku Kurōbā: Mugen no Kishidan?). Se lanzó en Japón el 14 de noviembre de 2018. El 6 de diciembre de 2019, Bandai Namco Entertainment anunció que el juego se lanzaría el 16 de enero de 2020. El 9 de diciembre de 2020, Bandai Namco Entertainment cerró sus servidores y eliminó el juego de todas las tiendas de aplicaciones móviles iOS y Android en todo el mundo.
Asta aparece como un personaje jugable en el juego de Weekly Shōnen Jump Jump Force.
El 19 de diciembre de 2021, durante Jump Festa 2022, se anunció un juego para dispositivos móviles. Titulado Black Clover Mobile: Rise of the Wizard King (ブラッククローバーモバイル 魔法帝への道 Burakku Kurōbā Mobairu Mahōtei e no Michi?) y desarrollado por Vic Game Studios, se anunció originalmente que se lanzaría en algún momento de 2022; Sin embargo, más tarde se anunció que se lanzaría en todo el mundo en la primera mitad de 2023. La banda Glay contribuyó con dos canciones al juego; "Genkai Toppa" (限界突破 "Limit Break"?) y "Pianista"イル 魔法帝への
Por otro lado, se ha anunciado un juego de cartas inspirado en el manga. El juego se titulará Black Clover: Grimoire Battle y se lanzó el 2 de noviembre de 2017 en los arcades japoneses.

## Ventas
El volumen 1 alcanzó el puesto 23 en las listas semanales de manga Oricon, con 38,128 copias vendidas; el volumen 2 alcanzó el puesto diecisiete, con 61.918 copias; volumen 3 también alcanzó el puesto diecisiete, con 80.462 copias; el volumen 4 alcanzó el decimotercer lugar, con 93.866 copias; el volumen 5 alcanzó el decimoquinto lugar, con 108.503 ejemplares; y el volumen 6 alcanzó el undécimo lugar, con 118.783 copias. En diciembre de 2017, el manga tenía más de 4,8 millones de copias en circulación; contaba con más de 5,5 millones de ejemplares en circulación en febrero de 2018; más de 7 millones de copias en circulación en enero de 2019; más de 12 millones de copias en circulación para marzo de 2021; más de 15 millones de ejemplares en circulación en mayo de 2021; más de 16 millones de copias en circulación en diciembre de 2021; más de 17 millones de ejemplares en circulación en junio de 2022; más de 18 millones de ejemplares en circulación en noviembre de 2022; y más de 19 millones de copias en circulación en junio de 2023.
La serie ocupó el puesto 48 en la lista de los 100 mangas digitales más vendidos de 2019 de Rakuten; ocupó el puesto 47 en 2020; 50º en 2021; y el 47º en el primer semestre de 2022.
Black Clover: Quartet Knights contaba con más de 300.000 copias en circulación en octubre de 2020.
En Estados Unidos, el manga vendió 204 620 copias en 2021, y 223 163 copias en 2022, mientras que en la lista de autores más vendidos en el país de NPD BookScan para cada año, el autor del manga Yūki Tabata ocupó los puestos 45 y 39, respectivamente.
En Francia, el manga había vendido más de 300.000 copias en julio de 2018, y más de 2 millones de copias en diciembre de 2023.

## Recepción crítica
Al revisar la serie para ComicsAlliance, Tom Speelman describió la premisa como "¿y si Harry Potter fuera un caballero y también un poco tonto?" Lo recomendó a los fanáticos de Naruto y Fairy Tail, señalando sus similitudes con la serie anterior así como con Bleach. Elogió la capacidad del autor para revitalizar personajes comunes. Henry Ma de Ka Leo O Hawaii elogió el humor y el arte de la serie, señalando que este último era "muy agradable". "y era similar a Fairy Tail. Danica Davidson de Otaku USA señaló que la primera El volumen se mostró prometedor y lo recomendó para los fanáticos del manga shonen de acción y aventuras. Matthew Warner de The Fandom Post, en su reseña del Volumen 1, declaró: "Con un elenco principal bastante agradable y un mundo aparentemente sólido, este volumen hace que la serie tenga un buen comienzo". Leroy Douresseaux de Comic Book Bin dijo que la historia le recuerda algunos de sus mangas shonen favoritos y tiene una historia de fondo intrigante y una mitología interna, calificándola como "una de las mejores series nuevas del año para lectores jóvenes" y otorgándole una calificación de "A". Dale Bashir de IGN Southeast Asia elogió la serie por su ritmo rápido y atractivo, secuencias de acción y presentación de personajes femeninos en igualdad de condiciones en comparación con sus homólogos masculinos, calificándola de "encapsulación perfecta de las fortalezas y debilidades". del género shonen en su conjunto." Sin embargo, no todas las críticas fueron positivas, con una junta de escritores de cómics en San Diego Comic Con enumerando el manga como uno de los peores de 2016.

### Anime
En noviembre de 2019, Crunchyroll incluyó a Black Clover en su "Top 100 de los mejores animes de la década de 2010". En enero de 2021, se reveló que Black Clover era el anime más visto en Crunchyroll de 2020, vista en 87 países y territorios de todo el mundo. La lucha de Asta y Yami contra Dante fue también catalogada como la sexta mejor pelea de anime de 2021 por Crunchyroll.
Alex Osborn de IGN, en su reseña del primer episodio, mencionó que su premisa no es novedosa pero concluye que es "en última instancia, una introducción sólida al Reino Clover, y sienta las bases para lo que será una historia enriquecedora sobre la importancia de nunca rendirse". Escribiendo para Anime News Network, Rachel Trujillo elogió el anime por "las grandes lecciones que uno puede aprender de la historia" y los ambiciosos esfuerzos de animación del personal. En su reseña del Episodio 170, Shawn Hacaga de The Fandom Post elogió la mejora del anime desde su inicio, diciendo que estaba "contento de que Black Clover pudo darle la vuelta." Ivy Rose de Anime Feminist elogió la forma en que la historia maneja a sus personajes femeninos, dándoles importancia narrativa y permitiéndoles participar en batallas. Rose escribió: "Black Clover realmente ha elevado el listón para las representaciones de líderes femeninas en el anime shonen y de personajes femeninos en general, ya que estas representaciones sólidas no se limitan solo a mujeres en posiciones de liderazgo". Jeremy Looney de Common Sense Media, en su reseña sobre el anime dijo: "Black Clover es un placer culpable, una entrada según los libros al género Shonen que recupera la magia de series anteriores, reciclándolos perfectamente a su manera. Un gran punto de partida para el género para los recién llegados al anime."